# Трускавець
Трускаве́ць — місто на заході України, у Дрогобицькому районі Львівської області. Бальнеологічний курорт України.

## Географія

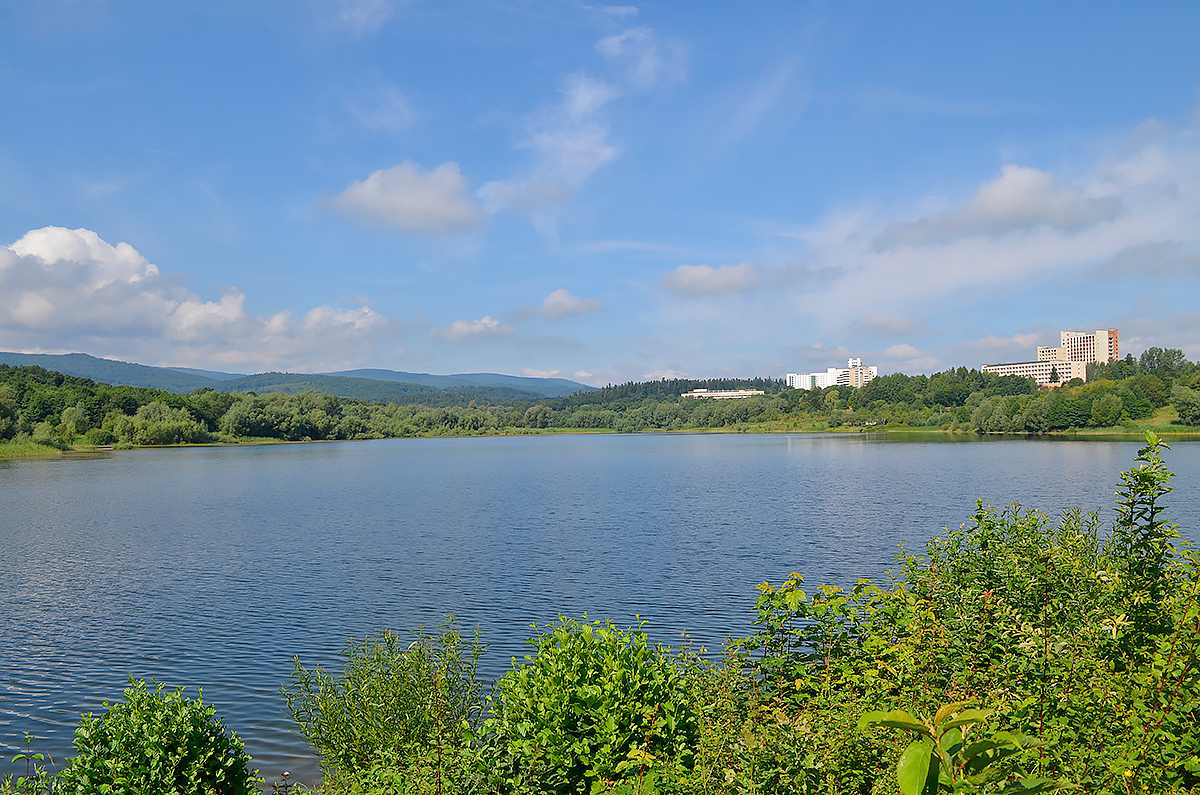
Ставок Солониця

Трускавець лежить у долині річки Воротище, притоки Солониці, у північному передгір'ї Східних Карпат на висоті 384 м над рівнем моря. Найвища точка міста — Гошівська гора (384 м). Курорт міститься за 90 км від Львова, Стебника — 5 км, Дрогобича — 15 км, Східниці — 20 км, Борислава — 10 км, Хирова — 71 км, Стрия — 35 км, Моршина — 50 км.
Площа міста становить 7,74 км².
Залізниця сполучає місто з найбільшими містами України. Між Трускавцем та Львовом, через міста Дрогобич та Стрий, курсують приміські електропоїзди та автобуси.
Місто Трускавець — затишна й екологічно чиста зона, яке відоме мінеральними водами з 14 джерел («Нафтуся», «Юзя», «Марія», «Софія», «Броніслава» тощо), покладами «гірського воску» — озокериту (єдине родовище у світі розміщене на віддалі 4 км від курорту — у Бориславі); трускавецькою сіллю «Барбара», яку добувають з високомінералізованої ропи́, що належить до конкурентів карловарської солі.
Територія міста Трускавець за генеральним планом — 2000 га, фактичне користування землею — 774 га. Площа міста 7 км².

### Клімат
Для Трускавця характерний теплий та помірно-вологий клімат. Середньорічна температура на курорті Трускавець становить близько +7,5 °C. За цими показниками він близький до російського кавказького курорту Кисловодська (+7,8 °C). Найспекотнішими у Трускавці вважаються липень і серпень, коли середньомісячна температура досягає +28 °C. Найхолодніший місяць у році — січень (−6 °C). Навесні у Трускавці порівняно тепло, незалежно від погоди температура цього сезону в середньому +14 °C. Осінь теж зазвичай тепла, середні температурні показники — 16° тепла.

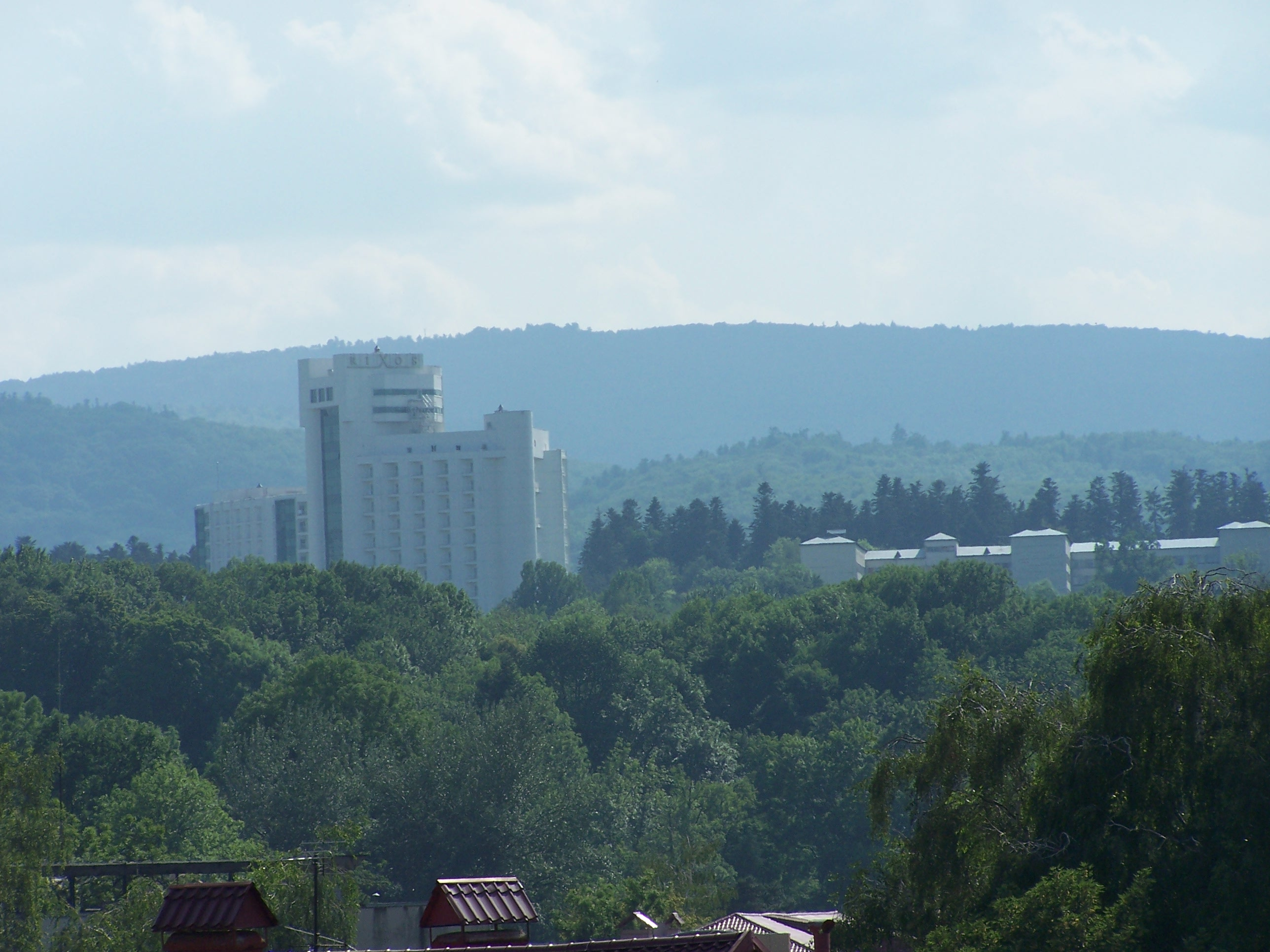
Панорама міста

Сумарна кількість опадів за рік у Трускавці разом з околицями становить 763—827 мм, найбільша кількість опадів у Трускавці випадає наприкінці весни і на початку літа, найменше — у зимовий період.
Для Трускавця характерна досить висока вологість повітря (у зимовий період — 78—79 %, влітку близько 80 %), знижений атмосферний тиск, його показники протягом року коливаються в межах близько 725—742 мм рт. ст. Висока вологість повітря особливо помітна вранці та ввечері, вдень вона майже рівна оптимальній, завдяки цьому, незважаючи на досить високу температуру повітря, на початку дня та ввечері тут відносно прохолодно.
Найвологіші місяці у році — це серпень та жовтень, а найсухіші — квітень і травень. Число днів з туманністю зазвичай не перевищує 20—25 днів на рік. Десь стільки ж і з грозами. Хмарних днів у році в середньому 100, сонячних і ясних — близько 98. Максимальна хмарність у Трускавці спостерігається в листопаді, найменш хмарно — у липні та вересні.
| Клімат Трускавця        | Клімат Трускавця | Клімат Трускавця | Клімат Трускавця | Клімат Трускавця | Клімат Трускавця | Клімат Трускавця | Клімат Трускавця | Клімат Трускавця | Клімат Трускавця | Клімат Трускавця | Клімат Трускавця | Клімат Трускавця | Клімат Трускавця |
| Показник                | Січ.             | Лют.             | Бер.             | Квіт.            | Трав.            | Черв.            | Лип.             | Серп.            | Вер.             | Жовт.            | Лист.            | Груд.            | Рік              |
| Середній максимум, °C   | −1,1             | 0,4              | 5,5              | 12,7             | 18,3             | 21,2             | 22,8             | 22,3             | 18,2             | 12,9             | 5,7              | 0,8              |                  |
| Середня температура, °C | −4               | −2,4             | 1,9              | 8                | 13,1             | 16,1             | 17,6             | 17               | 13,3             | 8,4              | 2,8              | −1,6             | 7,5              |
| Середній мінімум, °C    | −6,8             | −5,1             | −1,7             | 3,4              | 7,9              | 11               | 12,4             | 11,8             | 8,5              | 4                | 0                | −4               |                  |
| Норма опадів, мм        | 39               | 37               | 41               | 52               | 80               | 99               | 96               | 78               | 58               | 47               | 46               | 52               | 725              |
| ----------------------- | ---------------- | ---------------- | ---------------- | ---------------- | ---------------- | ---------------- | ---------------- | ---------------- | ---------------- | ---------------- | ---------------- | ---------------- | ---------------- |
| Джерело:                |                  |                  |                  |                  |                  |                  |                  |                  |                  |                  |                  |                  |                  |

### Геологія
Околиці Трускавця багаті на різні корисні копалини: нафту, озокерит, сіль, поліметалічні (свинцево-цинкові) руди. Тут є галеніт, сфалерит, сірка, мінерали вюртцит, смітсоніт, церусит, сидерит, зустрічається самородна ртуть. Виявлені також гіпс, поклади глауберової солі. Наявність корисних копалин сприяла утворення різних за хімічним складом і лікувальним властивостям мінеральних вод, що містять вуглецеві з'єднання, радон, глауберову сіль, сірководень.

## Мінеральні води
| №  | Джерело      | Лікувальні властивості |
| -- | ------------ | --- |
| 1  | «Нафтуся»    | виводить дрібні камінці, пісок з нирок та відновлює клітини печінки                                                                     |
| 1  | «Марія»      | розріджує слиз та знижує кислотність шлункового соку                                                                                    |
| 2  | «Софія»      | розріджує і розчиняє слиз в шлунковому соці та заспокоює запальний процес слизової шлунку                                               |
| 3  | «Броніслава» | розріджує слиз на оболонках верхніх дихальних шляхів                                                                                    |
| 4  | «Барбара»    | вихідний матеріал для отримання однойменної сухої солі «Барбара», яка має жовчогінну та жовчовивідну дію                                |
| 11 | «Юзя»        | лікує захворювання шкіри |
| 6  | «Едвард»     | використовують для відпустки мінеральних сірчаних ванн при захворюваннях, що виникають на ґрунті порушення обміну речовин, інтоксикацій |
| 7  | «Фердинанд»  | застосовується у розведенні з водою джерел № 6, 8 і 9 для відпустки рапних або сірчано-соляних ванн                                     |
| 8  | «Еммануїл»   | використовують для відпустки рапних або сірчано-соляних ванн при шкірних захворюваннях (вугрі, лишай, себорейний дерматит)              |
| 9  | «Анна»       | використовують для відпустки мінеральних та сірчано-соляних ванн                                                                        |
| 10 | «Катерина»   | використовують для відпустки сірчано-соляних ванн                                                                                       |

## Населення
Кількість постійного населення становила 28 287 осіб станом на 1 січня 2022 року.
Динаміка населення Трускавця
Крім того, щомісячно тут відпочиває в середньому 13 000 осіб, з яких понад 2500 іноземців, станом на 19 червня 2011 року.
Щоденно з навколишніх сіл та міст доїжджає на працю 6300 осіб. Кількість працюючих, які виїжджають на роботу в інші населені пункти, — 3200 осіб. Загалом працює на підприємствах і установах міста 16 300 осіб.
Історична динаміка національного складу за даними переписів:
|          | 1959   | 1989   | 2001   |
| українці | 61,2 % | 79,3 % | 93,3 % |
| росіяни  | 29,4 % | 15,9 % | 4,9 %  |
| білоруси | 1,2 %  | 0,4 %  | 0,4 %  |
| поляки   | 1,2 %  | 0,7 %  | 0,4 %  |
| євреї    | 3,5 %  |        |        |

Розподіл населення за віком та статтю (2001):
| Стать | Всього | До 15 років | 15-24 | 25-44 | 45-64 | 65-85 | Понад 85 |
| --- | ------ | ----------- | ----- | ----- | ----- | ----- | -------- |
| Чоловіки | 10 723 | 1882        | 1840  | 3545  | 2618  | 806   | 32       |
| Жінки | 11 746 | 1843        | 1644  | 3666  | 3111  | 1393  | 89       |
| \| Статево-вікова піраміда \| Статево-вікова піраміда \| Статево-вікова піраміда \| \| ----------------------- \| ----------------------- \| ----------------------- \| \| Чоловіки \| Вік \| Жінки \| \| 32 \| 85 + \| 89 \| \| 53 \| 80-84 \| 100 \| \| 133 \| 75-79 \| 329 \| \| 271 \| 70-74 \| 441 \| \| 349 \| 65-69 \| 523 \| \| 504 \| 60-64 \| 736 \| \| 503 \| 55-59 \| 643 \| \| 724 \| 50-54 \| 798 \| \| 887 \| 45-49 \| 934 \| \| 1071 \| 40-44 \| 1193 \| \| 914 \| 35-39 \| 886 \| \| 785 \| 30-34 \| 780 \| \| 775 \| 25-29 \| 807 \| \| 782 \| 20-24 \| 792 \| \| 1058 \| 15-20 \| 852 \| \| 866 \| 10-14 \| 772 \| \| 600 \| 5-9 \| 631 \| \| 416 \| 0-4 \| 440 \| |        |             |       |       |       |       |          |
| Статево-вікова піраміда |        |             |       |       |       |       |          |
| Чоловіки | Вік    | Жінки       |       |       |       |       |          |
| 32 | 85 +   | 89          |       |       |       |       |          |
| 53 | 80-84  | 100         |       |       |       |       |          |
| 133 | 75-79  | 329         |       |       |       |       |          |
| 271 | 70-74  | 441         |       |       |       |       |          |
| 349 | 65-69  | 523         |       |       |       |       |          |
| 504 | 60-64  | 736         |       |       |       |       |          |
| 503 | 55-59  | 643         |       |       |       |       |          |
| 724 | 50-54  | 798         |       |       |       |       |          |
| 887 | 45-49  | 934         |       |       |       |       |          |
| 1071 | 40-44  | 1193        |       |       |       |       |          |
| 914 | 35-39  | 886         |       |       |       |       |          |
| 785 | 30-34  | 780         |       |       |       |       |          |
| 775 | 25-29  | 807         |       |       |       |       |          |
| 782 | 20-24  | 792         |       |       |       |       |          |
| 1058 | 15-20  | 852         |       |       |       |       |          |
| 866 | 10-14  | 772         |       |       |       |       |          |
| 600 | 5-9    | 631         |       |       |       |       |          |
| 416 | 0-4    | 440         |       |       |       |       |          |

### Національний склад
Розподіл населення за національністю за даними перепису 2001 року:
| Національність  | Відсоток |
| --------------- | -------- |
| українці        | 93.37%   |
| росіяни         | 5.04%    |
| поляки          | 0.39%    |
| білоруси        | 0.34%    |
| молдовани       | 0.12%    |
| вірмени         | 0.11%    |
| інші/не вказали | 0.63%    |

### Мова
Розподіл населення за рідною мовою за даними перепису 2001 року:
| Мова            | Кількість | Відсоток |
| --------------- | --------- | -------- |
| українська      | 21190     | 94.22%   |
| російська       | 112       | 4.99%    |
| польська        | 41        | 0.18%    |
| білоруська      | 33        | 0.15%    |
| вірменська      | 16        | 0.07%    |
| румунська       | 14        | 0.06%    |
| інші/не вказали | 83        | 0.33%    |
| Усього          | 21489     | 100%     |

## Назва

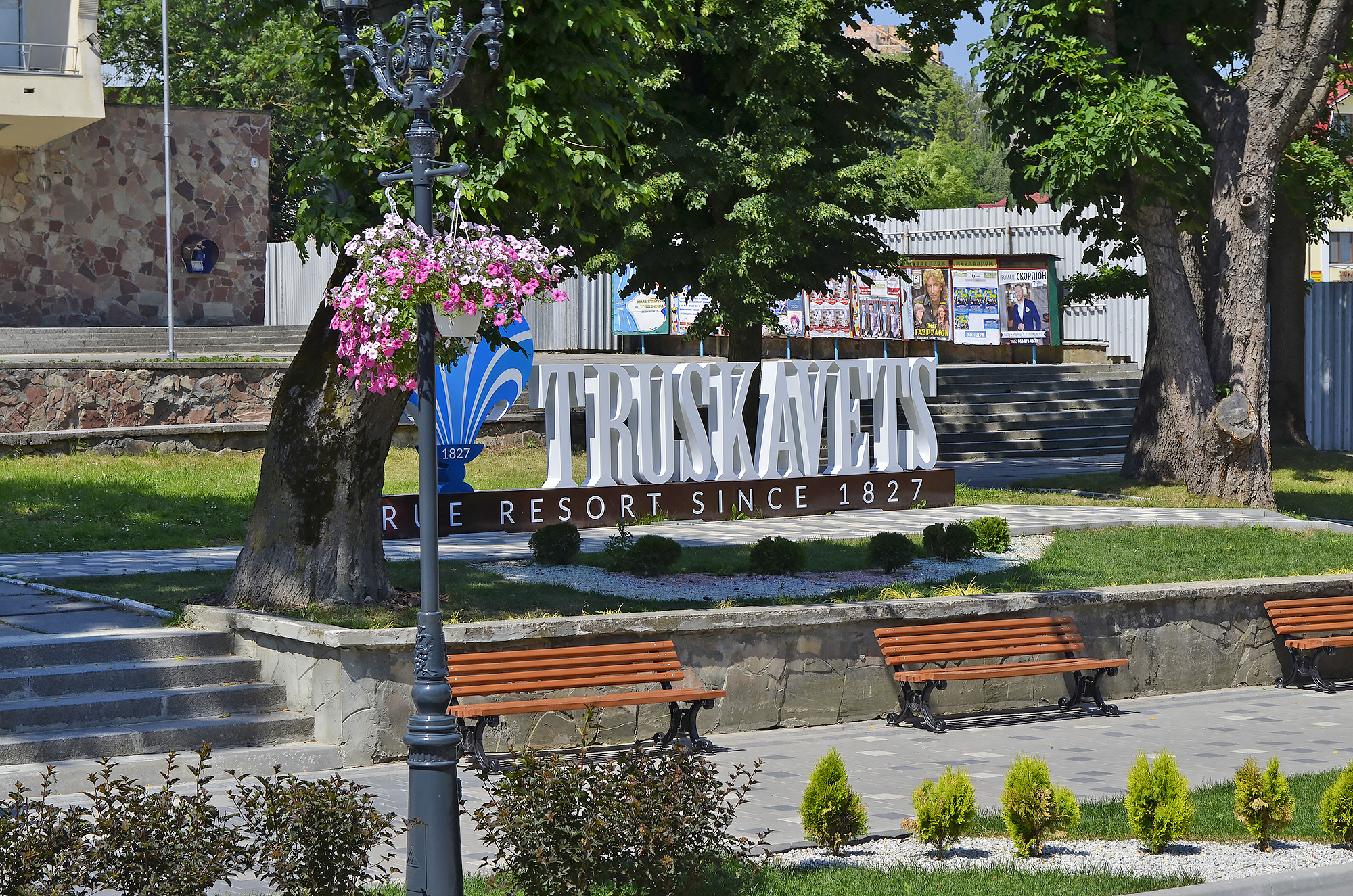
Рекламний ансамбль промоції міста-курорту Трускавця на пішій вулиці Степана Бандери

Назва міста Трускавець досі викликає суперечки істориків. Більшість дослідників вважає, що слово Трускавець походить від давньоруського імені Трушко, або Трусько, звідки Трусковіч, а з часом Трускавець.
Відповідно до іншої версії, на назву міста вплинула литовська мова. Литовською druska — це сіль, а Прикарпаття — відомий центр солеваріння. На користь цього варіанту свідчать тісні міждержавні стосунки Галицько-Волинського князівства і Великого Князівства Литовського у XII—XV ст.
Третя версія виводить походження слова до діалектного слова трусок або труск (дрібний хмиз, сухі тріски) — пор. польський топонім Трусколяси (ліси, де нападало хвойних голок), який стосується кількох сіл у Польщі.
Існує також популярна, але хибна версія про те, що Трускавець — це видозмінена форма польського слова truskawka (полуниця, лат. Fragaria ananassa). Полуниця цього виду з'явилася в Європі тільки після 1714 року і була привезена з Чилі французьким офіцером Фрез'є, тоді як назва міста вперше зустрічається ще у XV ст. (Натомість польська назва європейського виду полуниць Fragaria moschata — poziomka.)

## Історія

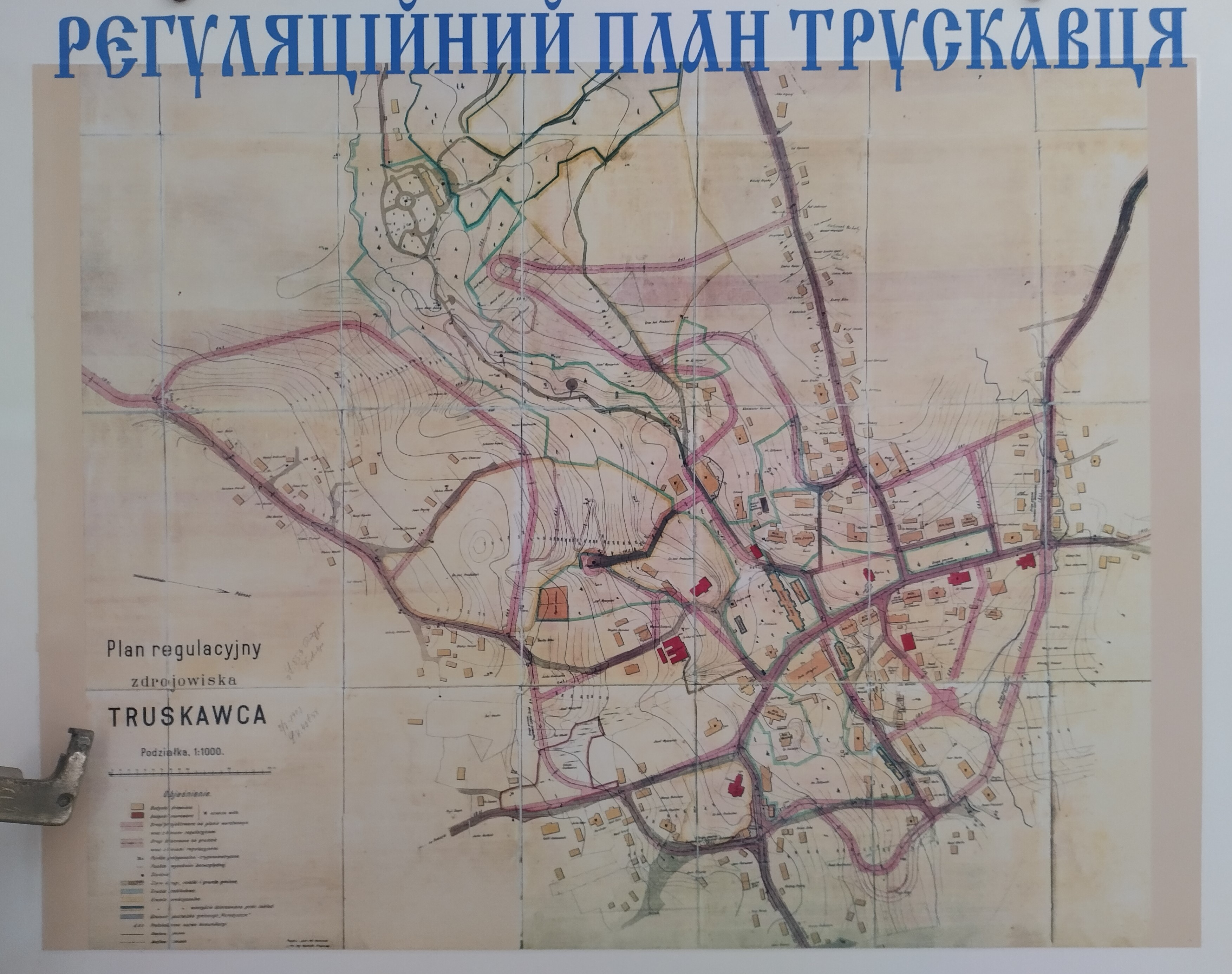
Рєгуляційний план з музею "Історія Трускавця"

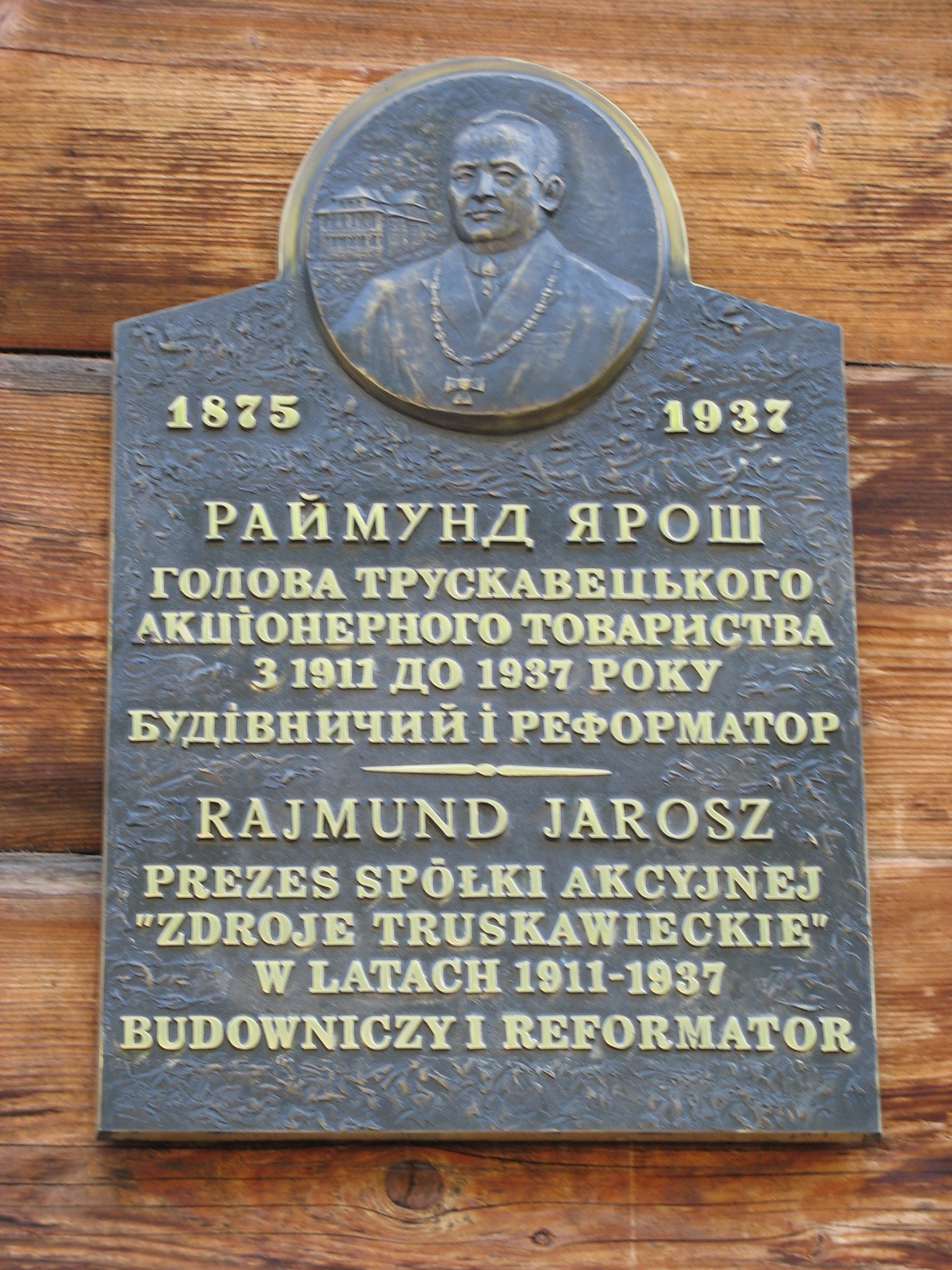
Пам'ятна дошка Раймунду Ярошу

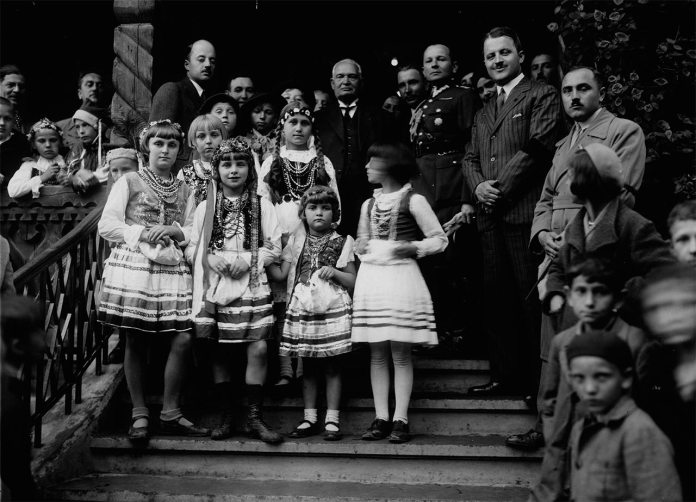
Зустріч президента Естонії Костянтина Пятса на віллі Ґопляна, під час його відвідин Трускавця (1935)

Археологічні знахідки, зокрема, римський бойовий чекан, датований IV століттям нашої ери, свідчать про те, що територія Трускавця була заселена з давніх-давен. На думку вчених, тутешні землі могли бути ареною бойових дій готів і прикарпатських племен на чолі з карпами — з одного боку, і легіонів Римської імперії — з іншого.
На території сучасного Трускавця, мабуть, було поселення за часів Київської Русі, коли в Прикарпатті отримав значний розвиток солеварний промисел.
До оборонних споруд Трускавця періоду пізнього середньовіччя можна віднести три фортеці — два замки й оборонний монастир. Але найстаріше серед оборонних укріплень даної місцевості — датоване дохристиянським періодом (язичницьке капище в урочищі Липки). Топографічна назва цієї місцевості — Бабина гора — позначена на кадастровій карті Трускавця 1853 року. Навіть у наш час серед населення побутують топоніми: Городище, Коточний замок, Кам'яний горб. Залишки ровів, валів, фундаментів від фортифікаційних укріплень та пізньосередньовічного оборонного монастиря отців Василіян свідчать про те, що далеким предкам сучасних трускавчан не раз доводилося відбивати напади войовничих загарбників.

Лист-артефакт 1567 року. Позов возного з Дрогобича Альберта до Перемишлянського міського суду у справі зловживань на солепромислах Модричі, Трускавець, Солець. Музей нафти у Бориславі.

Перша письмова згадка про Трускавець сягає 1425 року.

Костел Успіння Пресвятої Діви Марії (1932), який за совєтів встиг побути міським планетарієм

Є підстави вважати, що район Трускавця, як і більшість сіл Самбірсько-Дрогобицької волості, був власністю галицько-волинського князя. Після захоплення Галицько-Волинського князівства Польщею у 1349 році князівські маєтки потрапили до рук королів, які здавали села в оренду феодалам. Шляхтичами-власниками трускавецького маєтку у 1462 році були брати Іван і Станіслав Коритко з Трускавця, що згадуються в одному з найдавніших документів про Трускавець «Akta grodzkie і ziemskie, t. 13. Warszawa, 1888, с. 364.». У 1471 році Іван Коритко продав за 550 гривень право пожиттєвої оренди Трускавця братам Гнатові з Тустановичів і Андрію із Любенців.
Близько 1518 року Трускавець увійшов до складу Дрогобицького королівського староства. Старости збільшили повинності селян, хоча їхні земельні наділи зменшувалися. Так, в 1565 р. тільки 4 сім'ї мали по півлана, решта 57 — по чверті лана. За користування землею кожна сім'я сплачувала старості по 31 грошу чиншу. Крім того, всі жителі села щорічно платили по шість злотих і 28 грошів стації на утримання шляхетського війська. За право пасти свиней у дубових лісах у них брали кожну двохсоту свиню. В селі існувала тягла повинність. Мешканці Трускавця повинні були постачати 315 підвід для вивезення солі з жуп, сотні возів для доставки дров до жуп.
Сприяв розвитку Трускавця солеварний промисел. Трускавецька солеварня містилася у лісі, по дорозі на Дрогобич (тепер кінець вул. Дрогобицької), який ще досі має назву Баньки (від слова баня — солеварня). Останній соляний колодязь, що містився в самому центрі Трускавця, був закритий на початку XIX ст. Досі навколо Трускавця є численні джерела, так звані прикарпатські солянки, воду з яких місцеві мешканці використовували для приготування їжі.
У 1570 у трускавецьких селян було 20 черенів, що містилися у дерев'яних будівлях, так званих вежах. За, сіллю приїжджали чумаки з Придністров'я. Місцеві селяни возили її на ярмарки на Волинь, Поділля, Київщину і до Білорусі.
Значно зросли повинності селян у XVII ст. Так, у 1664 вони змушені були відпрацьовувати за кожну півчетверть земельного наділу тричі на тиждень по півдня, а також виділяти від кожного двору косарів в перші та останні дні сінокоса (закоси, обкоси) і жнив (зажинки, обжинки). Як і раніше, селяни повинні були возити сіль на склади до Львова чи Перемишля, а також дрова на Модрицьку солеварню. Селяни, які не мали свого поля (підсадки) платили старості або орендарю маєтку грошовий чинш.
У боротьбі проти посилення феодальної експлуатації селяни використовували общинну організацію (громаду), на чолі якої аж до XVI — початку XVII ст. стояв тивун. Наявність посади тивуна свідчило про те, що в селах Прикарпаття ще в XVI—XVII ст. продовжували діяти положення давньоруського права.
Після першого поділу Польщі у 1772 році між Росією, Австрією та Пруссією і включення Галичини та Західної Волині у склад Австрії, Трускавець, як колишній королівський маєток, став власністю цісарської казни. В селі у той час проживало 900 осіб. Відомо що у 1787 році війтом був Іван Пристай, а в 1820 році — Дмитро Данилишин. У 1772—1774 в Австрійській монархії проводився перепис населення, завдяки якому ми нині знаємо, що у 1772 в Трускавці проживало 990 душ населення. Відомо прізвища мешканців тогочасного Трускавця: Стецькевич, Порик, Петранівський та ін.
У 1827 році в Трускавці появилися перші лазні та перші житлові приміщення для відпочивальників, переобладнані відповідно з сільської корчми та хат місцевого населення. Вже 1836 року почалося інтенсивне будівництво бальнеологічного курорту у Трускавці.
Датою офіційного заснування бальнеологічного курорту вважається 1827 р., коли тут було споруджено приміщення для перших 8 ванн. Хоча лікувальні властивості трускавецьких вод були відомі давно, вперше їх описав королівський лікар Войцех Очко в 1578 році. Габріель Жончинський, автор підручника «Гісторія натуральна», який було видано у 1721 році, вказав, що в Трускавці, як і в інших селах Дрогобиччини добували нафту, а воду, яка її супроводжує, селяни пили для лікування багатьох хвороб. Перші ж серйозні роботи провели тут німецькі вчені Н. Фіхтель та Б. Хаке. Станіслав Сташіц у невеличкій роботі, яка вийшла друком у 1805 році, писав, що крім солі тут добувають озокерит і нафту, з якої шляхом перегонки отримують гас, який використовують для освітлення вулиць.

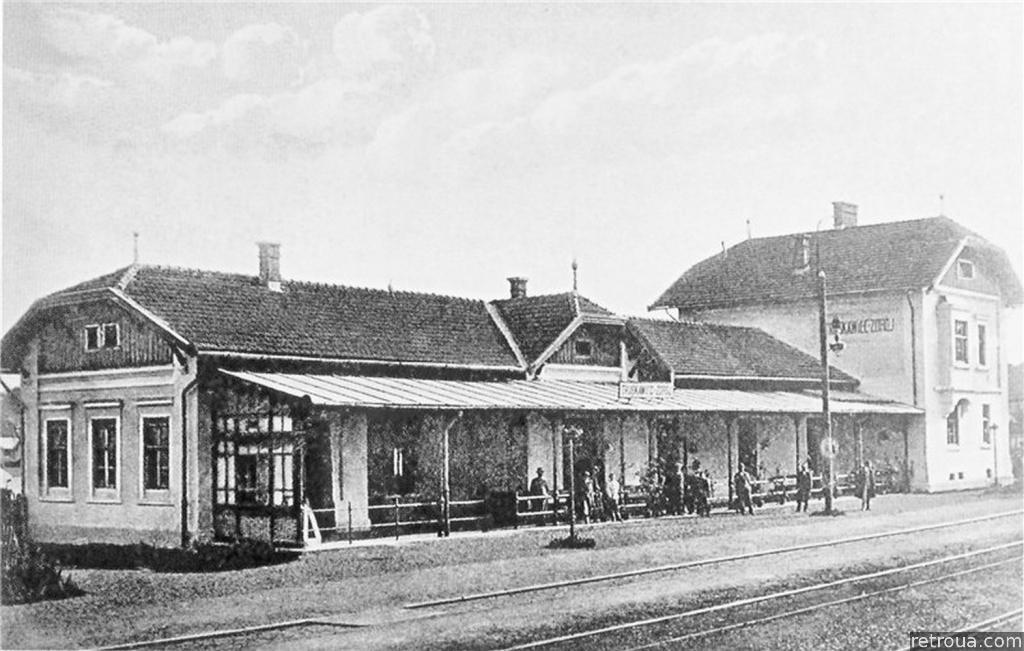
Трускавецький двірець (залізничний вокзал) (1912)

Інженер Юзеф Вичиньскі, який орендував Трускавець у спілки шляхтичів до 1907 року, у 1895 році приступив до його активної розбудови та модернізації. Зокрема, за його часів збудовано ресторан, упорядковано центр міста і парк, розширена водолікарня. Він ініціював будівництво вілл: «Гражина», «Яніна», «Марія», «Софія», «Гелена», «Світязянка», «Моя», «Саріуш», «Під Білим Орлом», «Під Матір'ю Божою».
Хімічний аналіз мінеральної води «Нафтуся» вперше провів львівський вчений, аптекар і хімік Теодор Торосевич в 1836 році. В той же час зростає значення Трускавця в Австро-Угорській імперії. В 1892 році тут побудовано приміщення для інгаляцій системи Вашмута. І цим Трускавець одразу піднявся на рівень таких оздоровниць європейського значення як Бад-Райхенгалль та Вісбаден. Будуються готелі, вілли, пансіонати.
У 1895 році було відкрито пам'ятник Адаму Міцкевичу. Розростається інфраструктура, будується нова водолікарня, прокладається об'їзна дорога. Окремо варто виділити діяльність Раймунда Яроша. В 1911 році Трускавець переходить до рук спілки, яку він очолює. Новий господар одразу починає яскраву європеїзацію курорту. Найперше він електрифікує Трускавець. Тепер за допомогою електричної енергії освітлювалися не тільки курортні приміщення і приватні вілли, але також вулиці та територія парку «Підгір'я». Ще у 1909 році було побудовано залізницю з невеличкою станцією, а вже у 1912 споруджується новий вокзал. Трускавець був безпосередньо пов'язаний залізничним сполученням як зі Львовом, так і з Віднем, Краковом, Познанню, Прагою, Варшавою, Берліном.
У 1913 році за великі успіхи в розвитку курорту — його лікувальної бази, — Трускавець було нагороджено Великою золотою медаллю. А темпи змін були направду вражаючими. Той, хто пропустив декілька сезонів, по приїзді до Трускавця вже його не впізнавав. На Помірках за усіма європейськими стандартами було облаштоване купальне озеро, побудовані корти, спортивні майданчики. Береги озера були всипані золотистим морським піском.
Перед Першою світовою війною існували плани подальшого розширення курорту, зокрема канатної дороги на — гору Цюхів Діл — с. Орів та залізниці до Борислава.
У 1919 році польські війська окуповують Галичину і в тому числі Трускавець. Лише за один день вони зібрали у трускавецьких селян 50 тисяч крон контрибуції. В Трускавці встановлено польську владу..
17 серпня 1929 року освячено і відкрито музей природничих наук. На нещастя, з його багатющої колекції майже нічого не залишилося — після приходу радянських військ у 1939 році його експонати були частково передані до Дрогобича, а частково просто розкрадені. Одну з колекцій завантажили до контейнера і просто кудись вивезли.

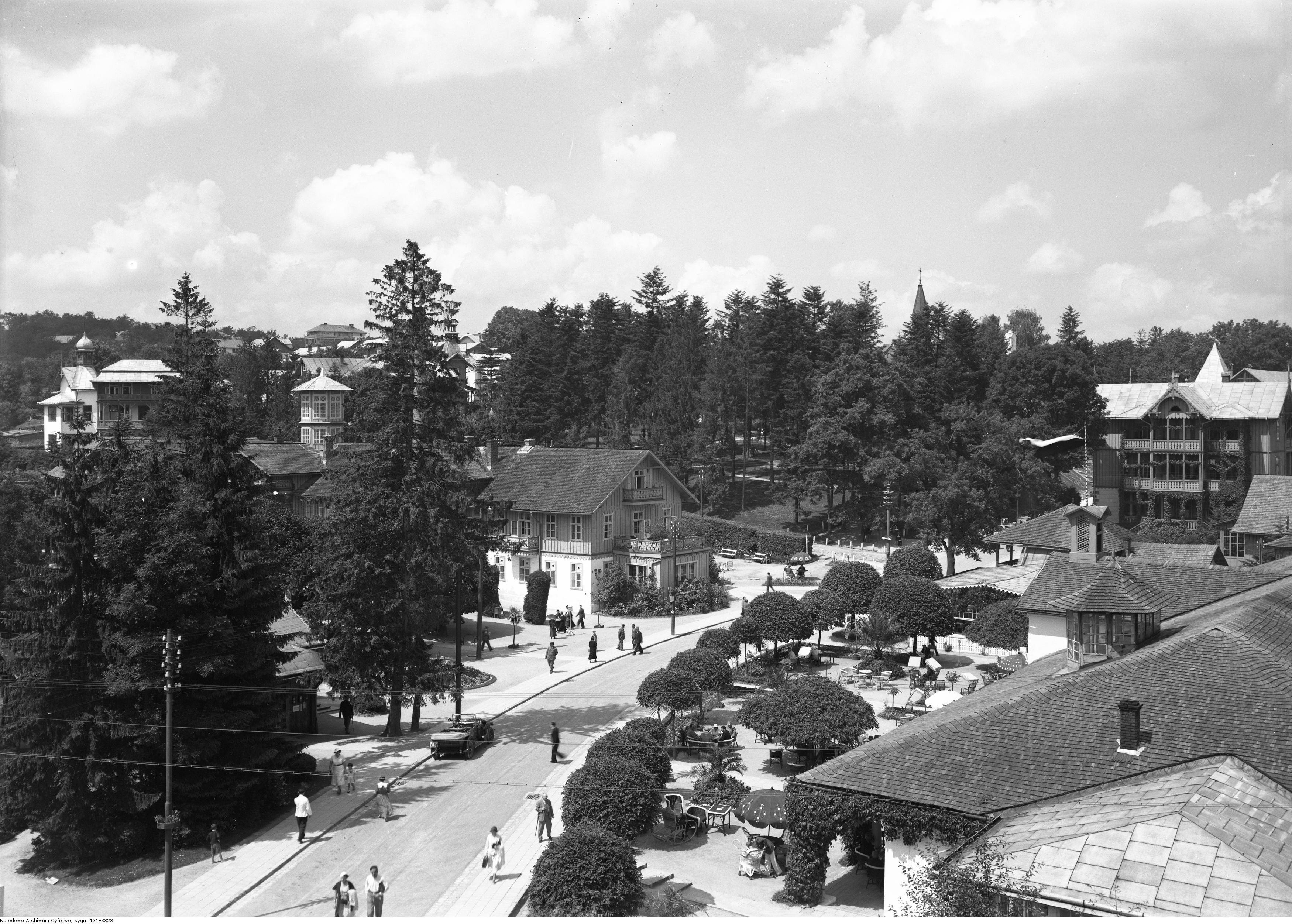
Трускавець (1933)

А про розвиток курорту свідчать цифри. Якщо у 1923 році тут було 6080 відпочивальників, то вже у 1927 році кількість гостей різко зросла — до 12633 осіб. У 1931 році курорт відвідало 14659 чоловік, а сезон 1933 року позначився просто немислимою до того часу цифрою у 17000 осіб. З 1921 р. по 1939 р. Трускавець належав Польщі, тоді ж були побудовані бальнеолікарня, бювети і павільйони мінеральних джерел, приватні готелі і пансіонати. Курорт функціонував тільки у літній сезон, лікування здійснювалось лікарями приватної практики.
У 1935 році курорт відвідав президент Естонії Костянтин Пятс.
24 вересня 1939 р. внаслідок радянської анексії західноукраїнських земель, до Трускавця входить радянська армія.
У 1939 році на базі приватних готелів і пансіонатів було відкрито 8 санаторіїв (1500 місць).
З липня 1941 по серпень 1944 року Трускавець зайняли німецькі війська. Цікаво, що німці надали Трускавцю статус міста ще в 1942-му році.
6 серпня 1944 року Трускавець зайняли радянські війська. Все найкраще обладнання було вивезене при відході німців.
Окремо слід виділити діяльність «Організації Українських Націоналістів» у Трускавці (ОУН) та Української Повстанської Армії (УПА) до і після 1939 року. До 1939 року ОУН воювала з поляками, після 1939 року — з радянськими окупаційними військами. Два уродженці Трускавця — Василь Білас і Дмитро Данилишин — здійснили атентат на депутата Польського Сейму Тадеуша Голувку. Сталося це у Городку 24 серпня 1931 року. Це був винятково політичний акт проти відомого польського шовініста. Обох повстанців було схоплено і засуджено до смерті. Їх героїчна поведінка під час процесу і при виконанні вироку мала великий вплив на українців по всіх окупованих Польщею територіях. Пам'ять про героїв зафіксована в назвах вулиць та пам'ятних знаках у Трускавці.

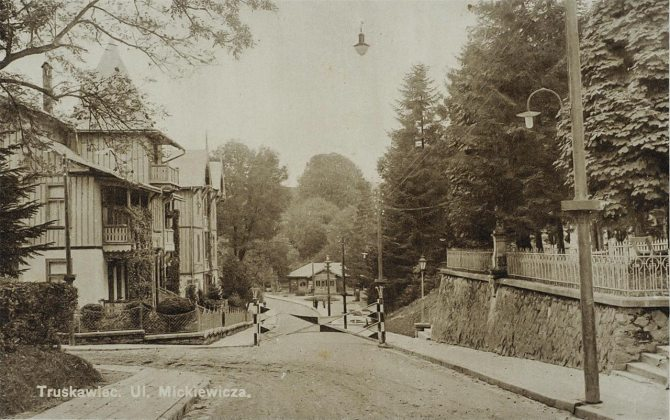
Вулиця Адама Міцкевича (нині - майдан Кобзаря) (перша половина ХХ ст.)

Трускавчанин Роман Різняк — «Макомацький», небіж Василя Біласа, член ОУН і вояк УПА, завербував в інформатори дружину радянського генерала Сабурова Ніну, яка допомогла врятувати життя тисяч галичан, зірвати цілий ряд каральних операцій НКВД проти мирного населення. Під керівництвом Макомацького підпільники викрали самого генерала Сабурова і обміняли його на 200 арештованих повстанців. Це унікальний випадок в історії радянської армії, який ще нікому не вдавалося повторити.
У 1948 році Трускавець отримує статус міста.
В 1947-48 році поряд із бальнеологічним лікуванням почали застосовувати теплолікування у вигляді аплікацій озокериту (з Бориславського родовища). А вже на початку 1950-х стає містом обласного підпорядкування, а згодом і всесоюзним курортом.
З 1947 року на курорті застосовується новий метод теплового лікування бориславським озокеритом. 1949 року створено гідро-режимну експлуатаційну станцію, розпочалося комплексне наукове дослідження лікувальних чинників. Збудовано нову водолікарню з озокеритолікарнею, модернізовано бювет, пропускна спроможність якого на той час вже становила 30 тисяч осіб на добу.
З 15.06.1951 Трускавець — місто обласного підпорядкування Дрогобицької області.

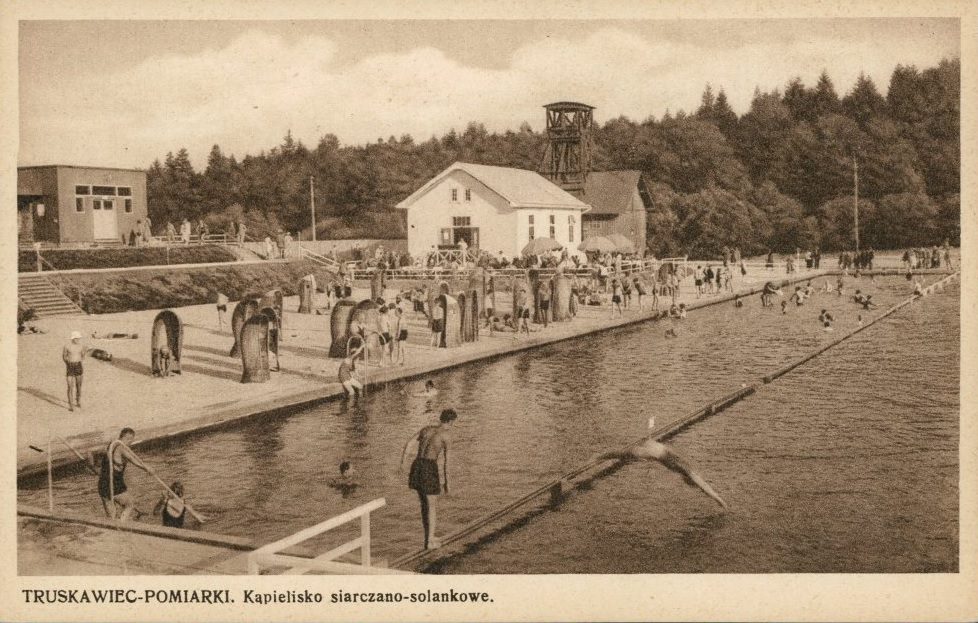
Урочище «Помірки», озеро (серпень 1939)

Популярність курорту росте. У Трускавці лікуються люди не тільки з усіх куточків Радянського Союзу, але й з Польщі, Чехословаччини, країн Азії та Африки. 1985 року кількість відпочивальників сягає 350 тисяч на рік.
1982 року у колишній віллі «Саріуш» відкривається музей історії міста. Експозиція музею висвітлює історію краю від найдавніших часів до сучасності, характеризує культурно-побутовий уклад місцевого населення – бойків.
Створено першу санітарну зону, в межі якої потрапляє курортний парк – гордість Трускавця.
З початком 1990-х років, після короткого занепаду, курорт отримує новий поштовх у своєму розвитку. Відкриваються курортно-відпочинкові заклади з оригінальними прикарпатськими архітектурними формами. Введено в експлуатацію новий залізничний вокзал. Результатом певних досягнень курорту стало прийняття Трускавця до Міжнародної федерації термальних і кліматичних курортів.
2 квітня 1990 р. відбулася І сесія Трускавецької міської ради І демократичного скликання — над приміщенням міської ради піднято національний синьо-жовтий прапор.

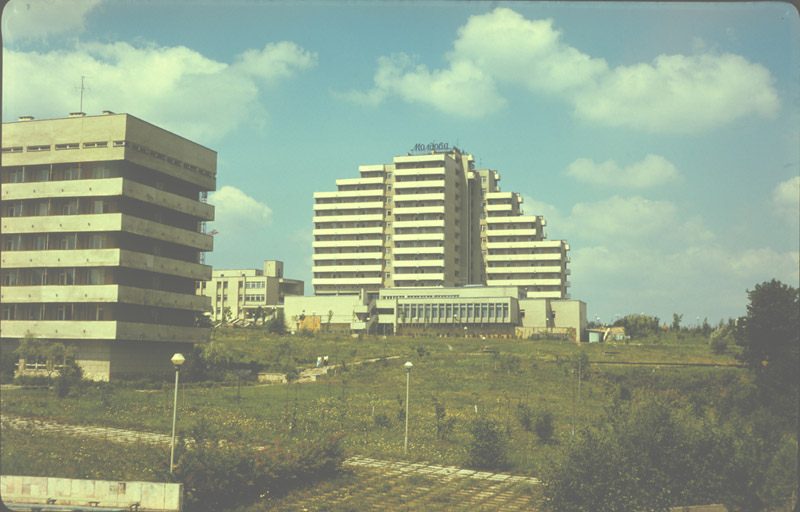
Санаторій «Молдова» (1985)

З проголошенням незалежності України у 1991 році курорт прийняв ринкову модель економічного розвитку, що передбачала створення санаторно-курортних закладів, які б надавали найсучасніші медичні послуги світового стандарту якості. Така вимога стала передумовою створення спеціальної економічної зони туристично-рекреаційного типу «Курортополіс Трускавець», закон про яку набрав чинності 1 січня 2000 року. Мета СЕЗ – стимулювання інвестиційної діяльності та збереження природних ресурсів.
У 1999 році Трускавець став переможцем у всеукраїнській номінації «Кришталевий лелека».

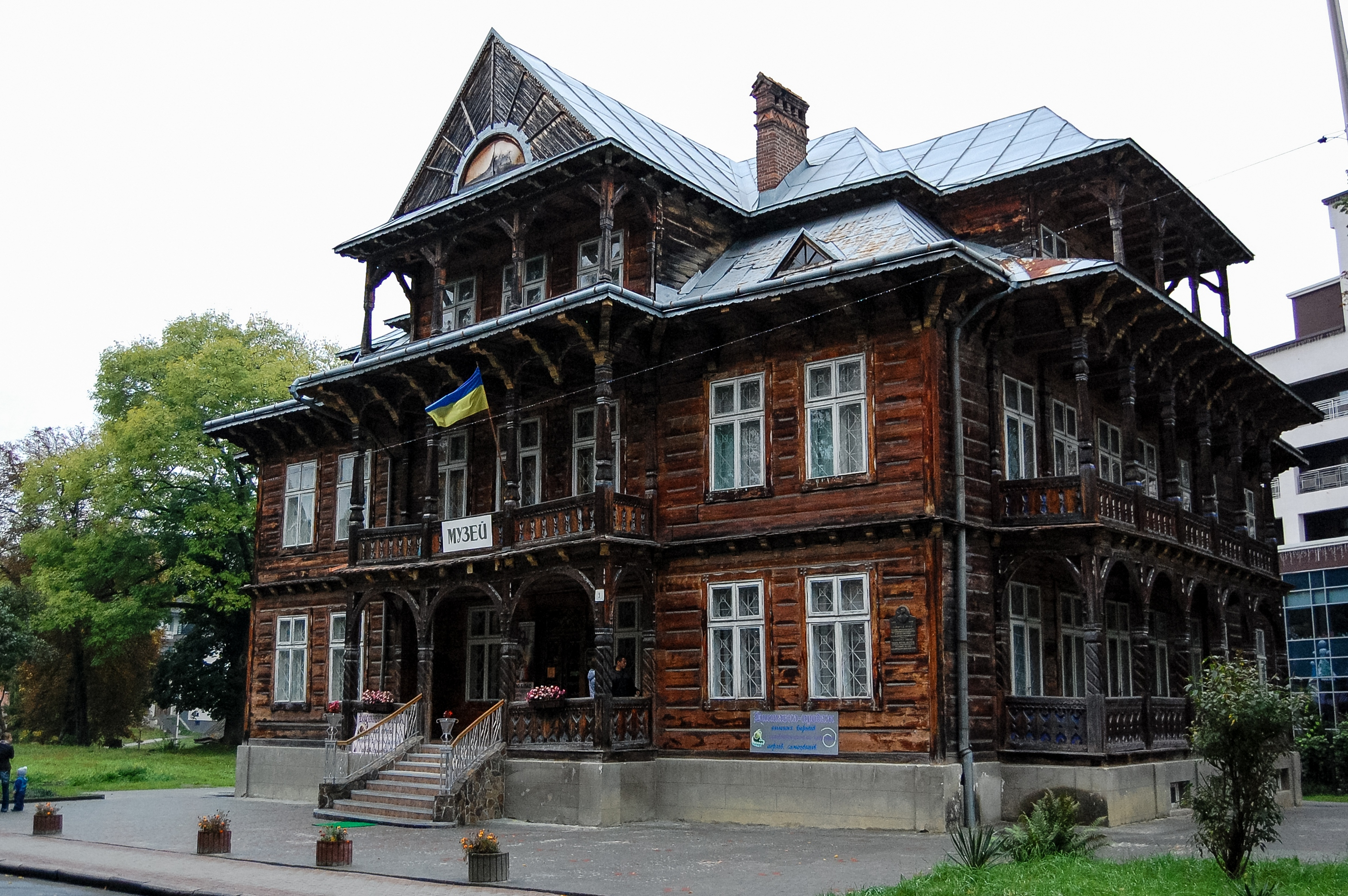
Музей Михайла Біласа

Відбуваються зміни в культурно-освітньому житті міста: відкрито пам'ятники: Т. Г. Шевченку (скульптор Р. Романович), учасникові національно-визвольного руху, легендарному розвідникові часів Другої світової війни Роману Різняку-«Макомацькому» (скульптор В. Ропецький), провідникові ОУН Степану Бандері (скульптор І. Самотос).
1992 року в старовинній віллі «Гопляна» відкрито музей народного художника України Михайла Біласа, майстра унікальної техніки гобеленового ткацтва. Новаторство М. Біласа полягає у гармонійному поєднанні класичного традиційного та модерново-абстрактного напрямків ткацтва. Творчий доробок митця — понад 500 робіт, експонувався на багатьох виставках в Україні та за кордоном
2003 року — відкрито Міжнародну клініку відновного лікування професора В. Козявкіна. Реалізовано кілька потужних інвестиційних проєктів: постали п'ятизіркові готелі та лікувально-діагностичні spa-центри..
У 2010-х працювало 23 санаторії («Алмаз», «Аркада», «Арніка», «Берізка», «Військовий», «Віктор», «Вернигора», «Весна», «Джерело», «Дніпро-Бескид», «Карпати», «Каштан», «Конвалія», «Кристал», «Кришталевий палац», «Молдова», «Південний», «Перлина Прикарпаття», «Рубін», «Трускавець», «Шале Грааль», «Шахтар», «Янтар») та понад 20 пансіонатів Трускавця можуть одночасно оздоровлювати до 15 тисяч осіб. Фахівці ж стверджують, що ці курорти розраховані на 340 тисяч осіб щорічно. Для прикладу: у 1990–1995 роках в цьому Трускавці відпочивало 412—414 тисяч осіб. Нині ж ця цифра зменшилася до 165—180 тисяч. Вартість путівок у санаторії Трускавця була різноманітна.

## Архітектура
- Список пам'яток Трускавця

Трускавець славиться не лише мінеральними водами, своєрідного колориту місту надає його віллова забудова, сформована у період XIX — першої половини XX ст. Яскравим архітектурним багатством Трускавця є його давні дерев'яні вілли (Вілла «Ґопляна», Вілла «Поґонь», Вілла «Ґражина», Вілла «Світязянка», Вілла «Під Божою Матір'ю», Вілла «Клюберґ», Вілла «Під Косиніром», Вілла «Постій», Вілла «Сіріус», Вілла «Софія» та інші) та пансіонати (Пансіонат Рекорд, Пансіонат Верха, Пасіонат Вавель та інші). Дерев'яну віллову архітектуру влучно доповнюють оригінальні вирішення мурованих санаторіїв та пансіонатів у стилі функціоналізму першої половини XX ст. У листопаді 2023 року забудовники знесли Віллу «Аїда», пов'язану із творчістю Бруно Шульца.

### Готельно-санаторні комплекси

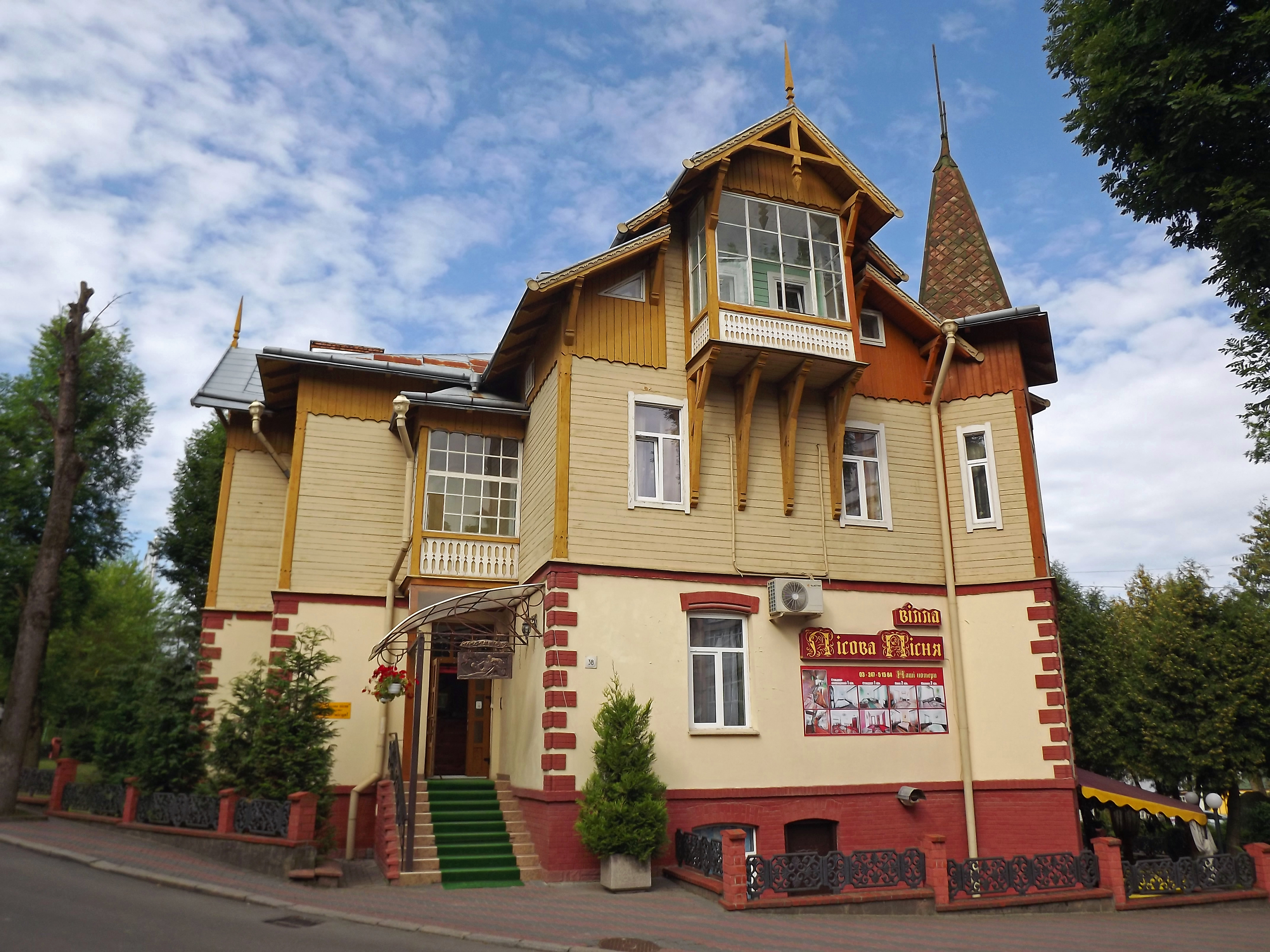
Вілла «Поґонь»
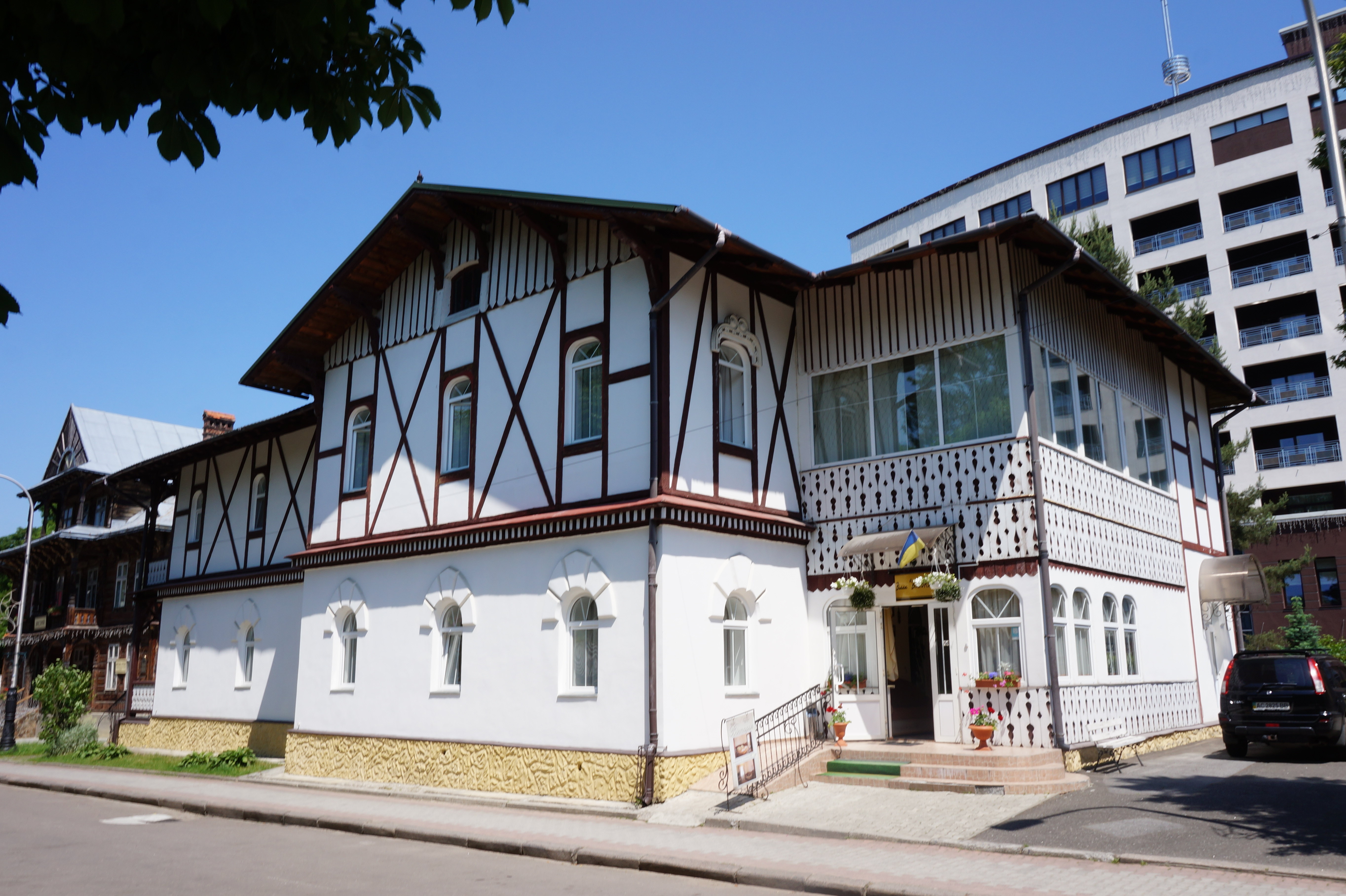
Вілла «Постій»
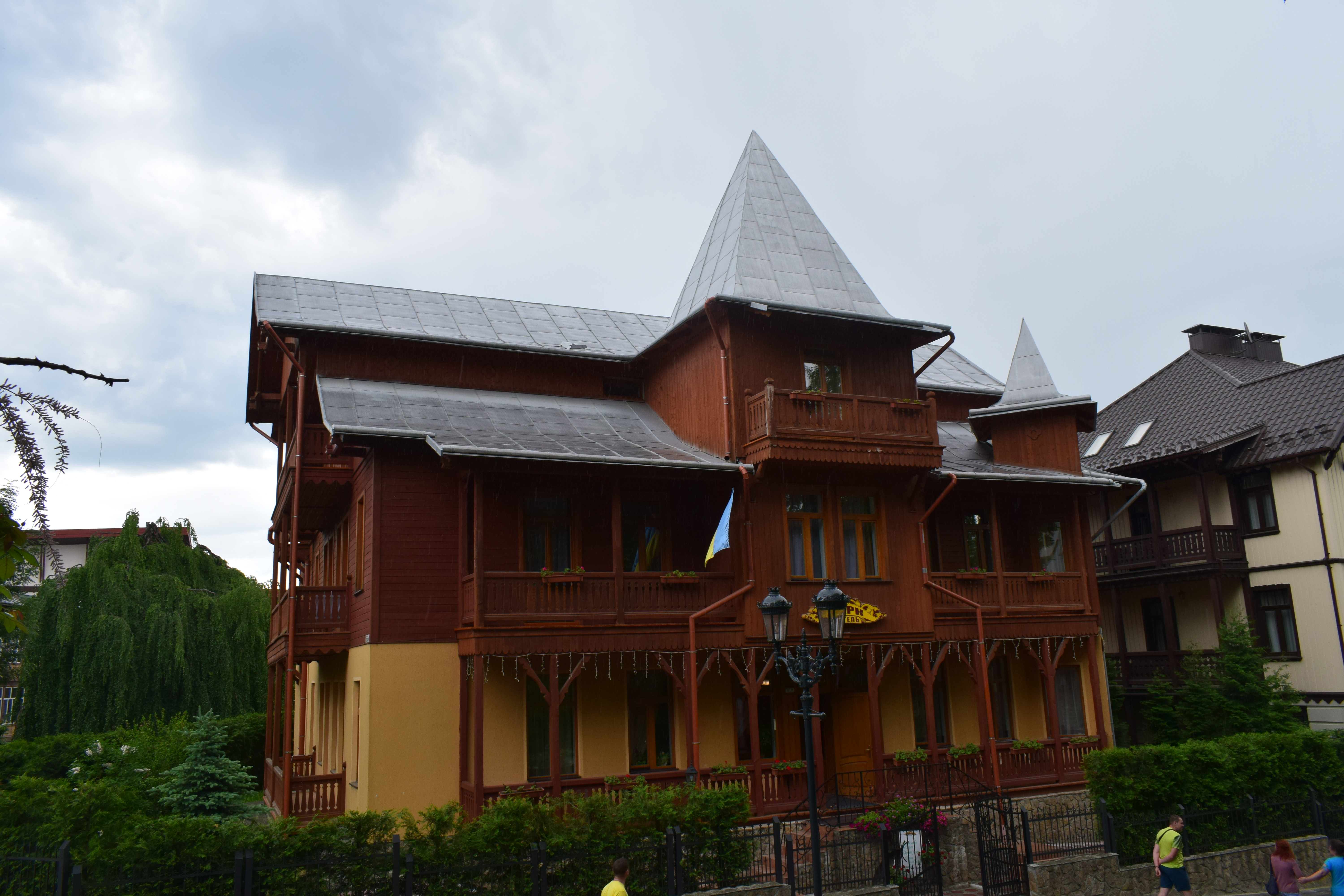
Вілла «Під Божою Матір'ю»
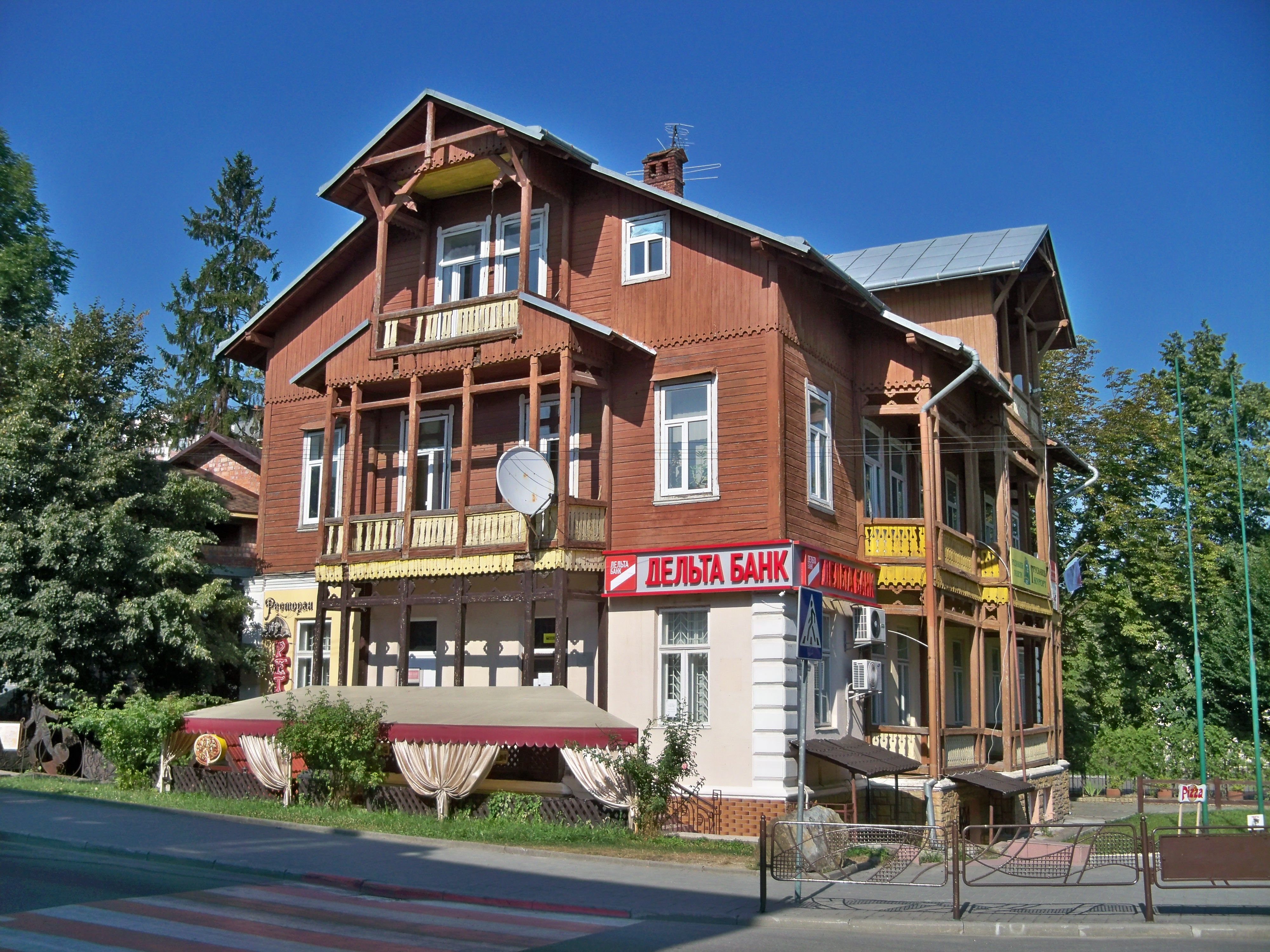
Вілла «Клюберґ»
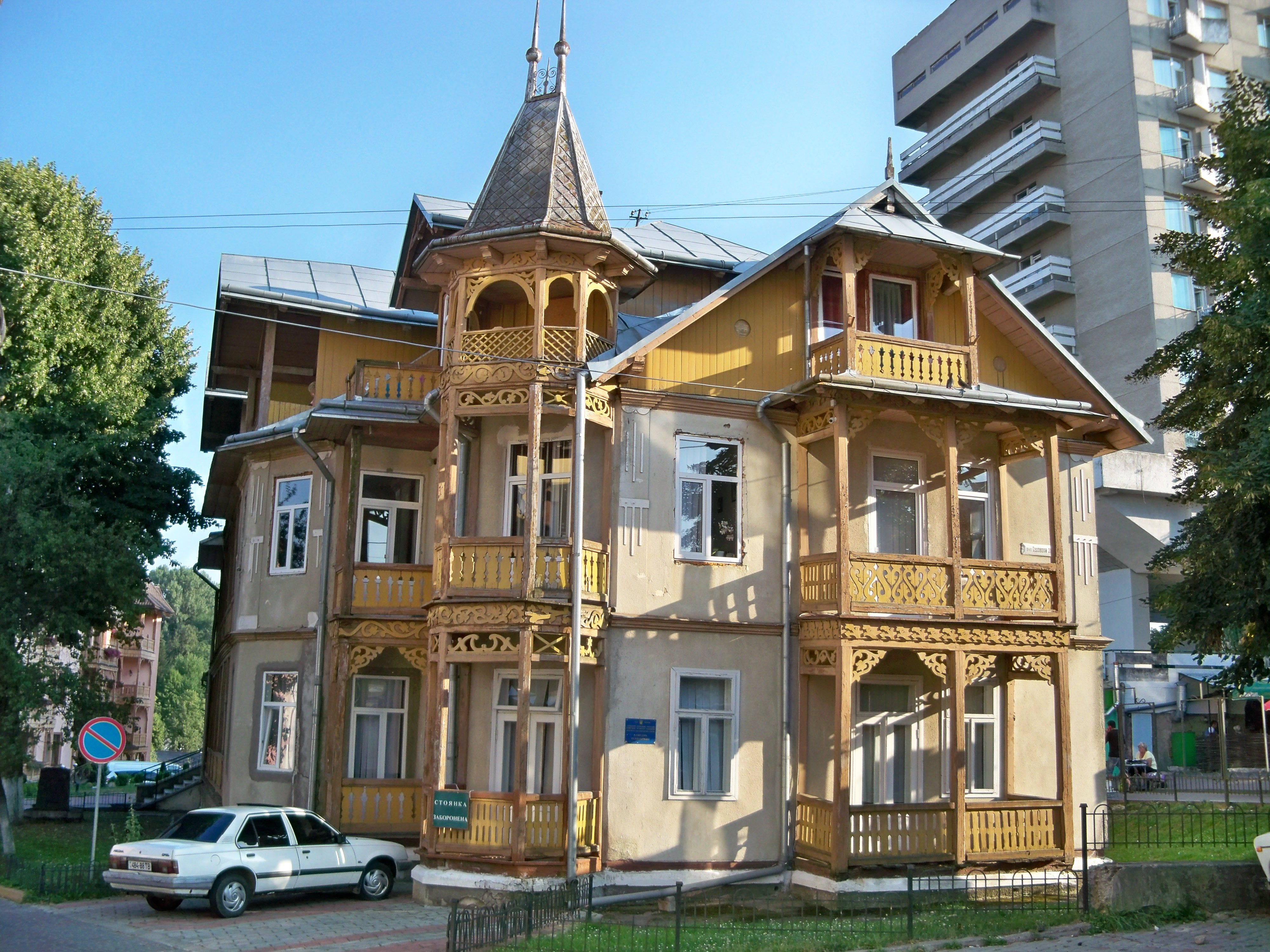
Вілла «Олімпія»
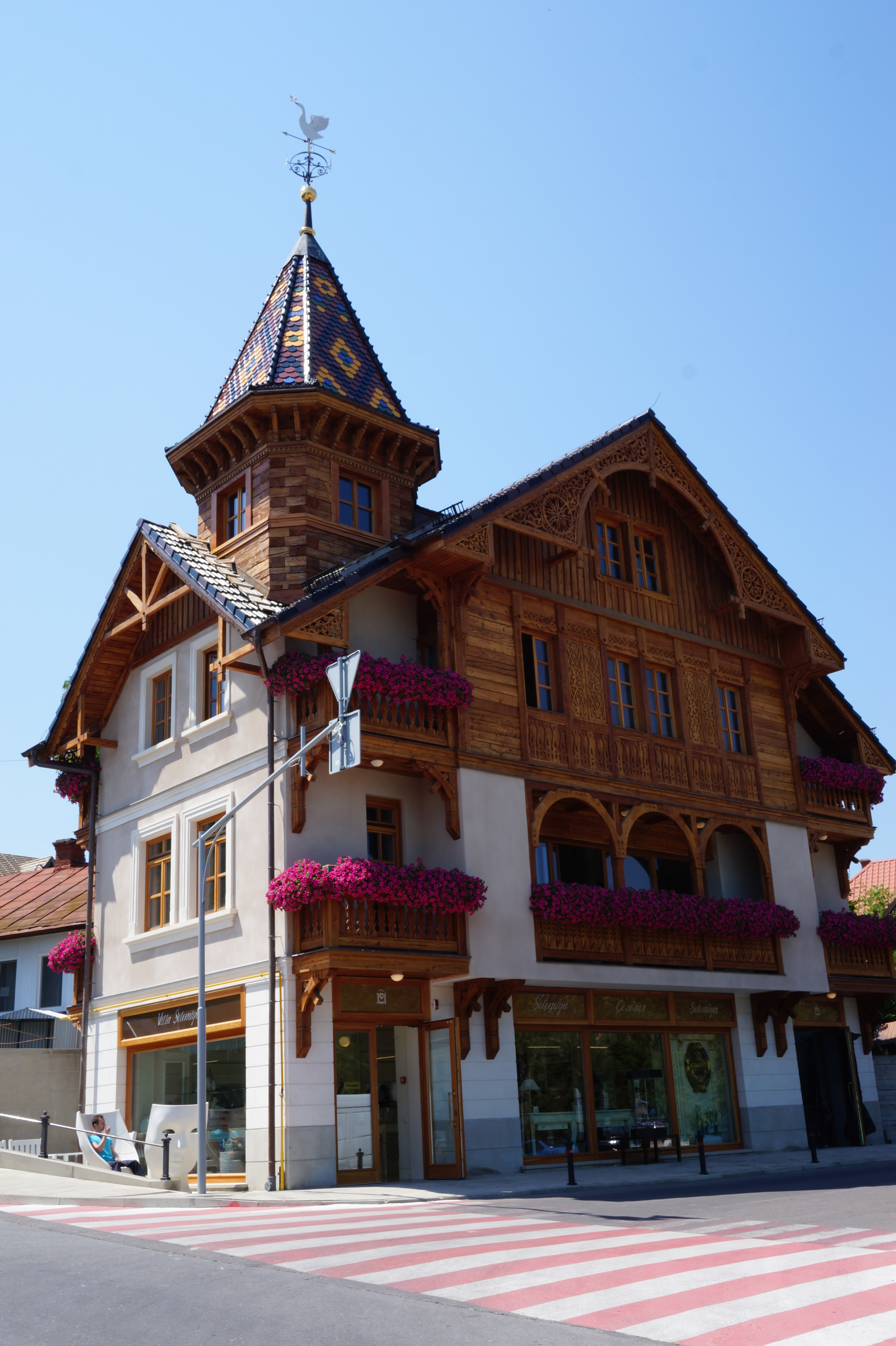
Зруйнований пансіонат «Верха»
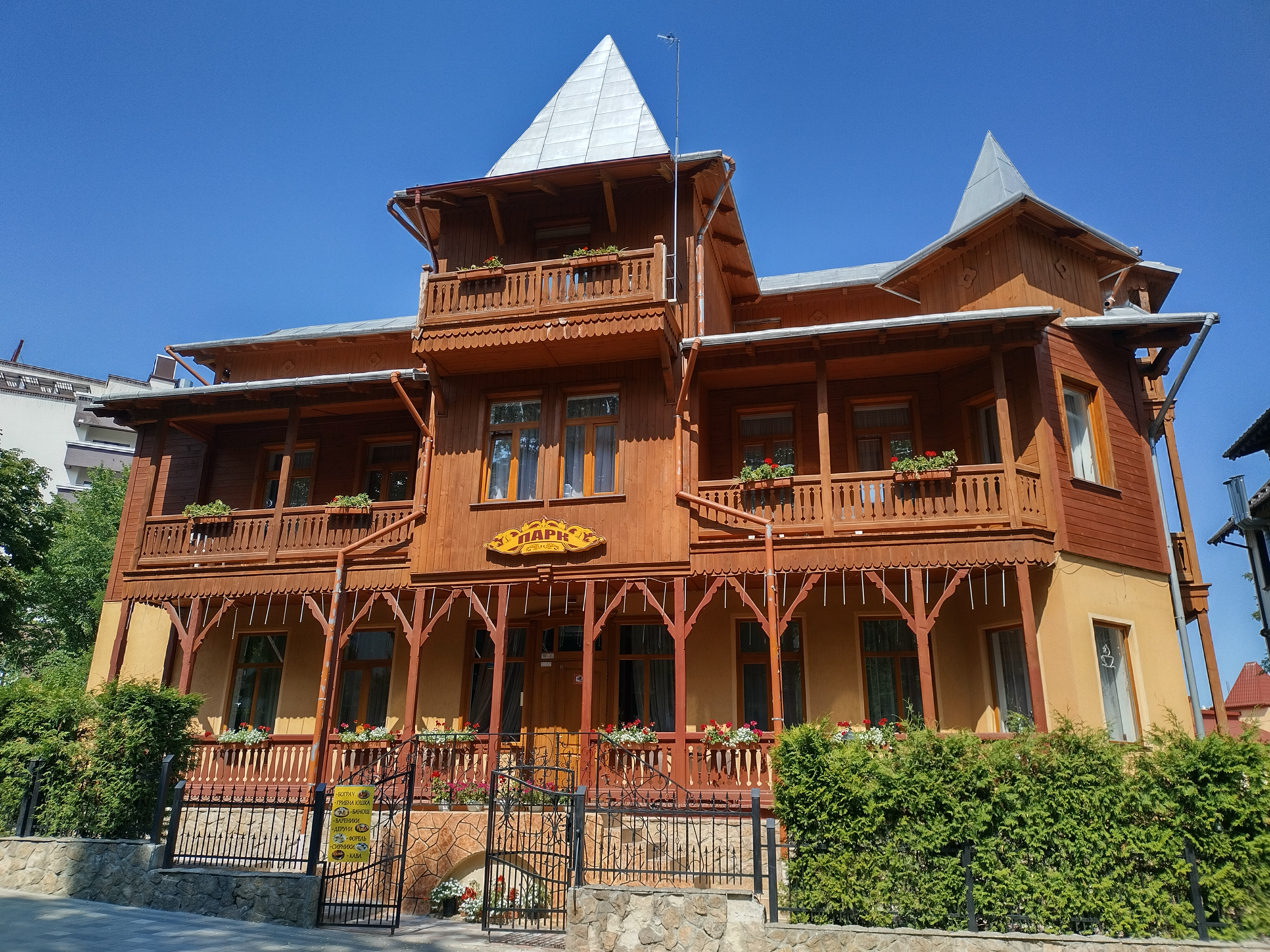
Вілла "Парк"
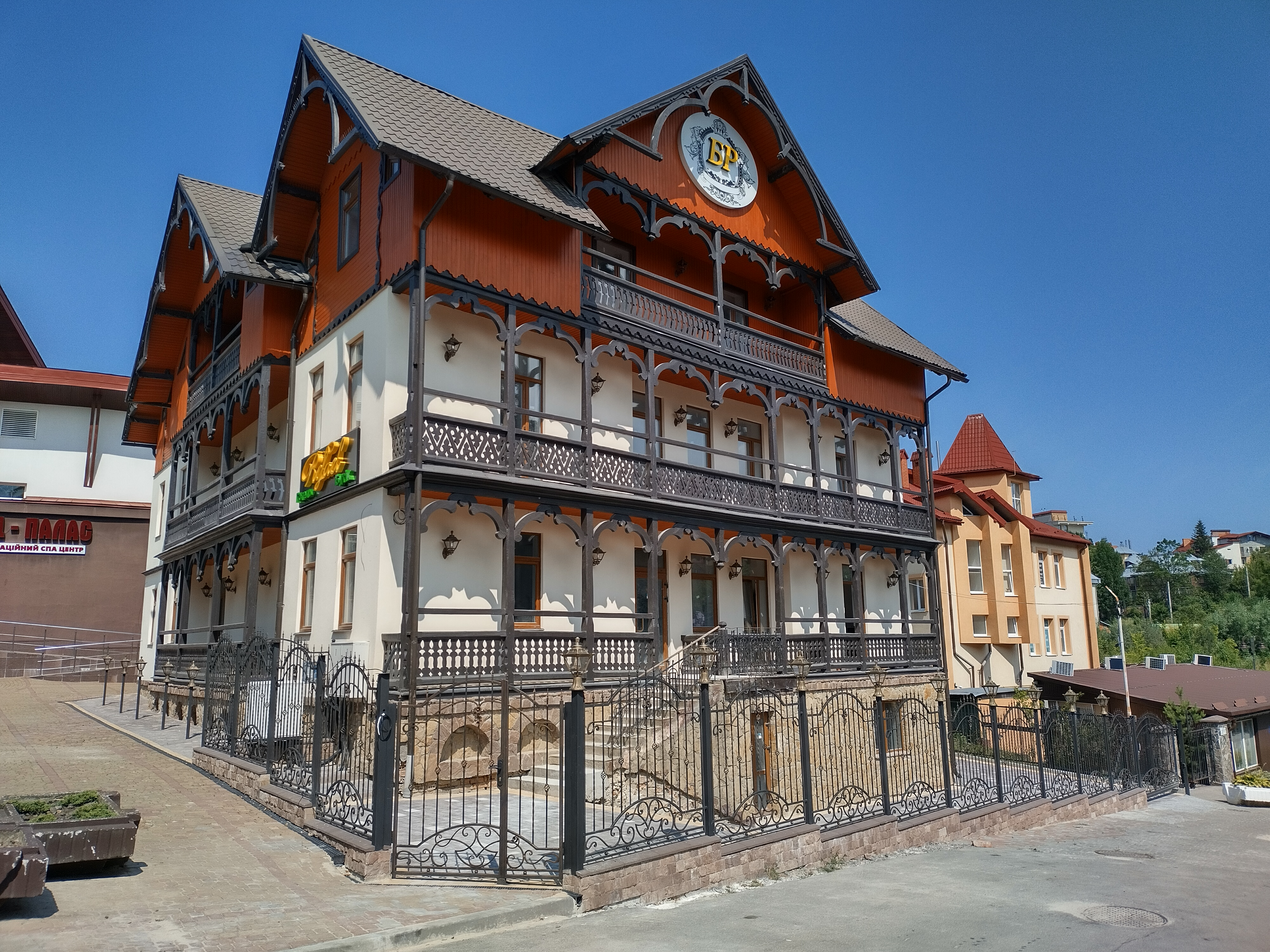
Готель "Рафаель"
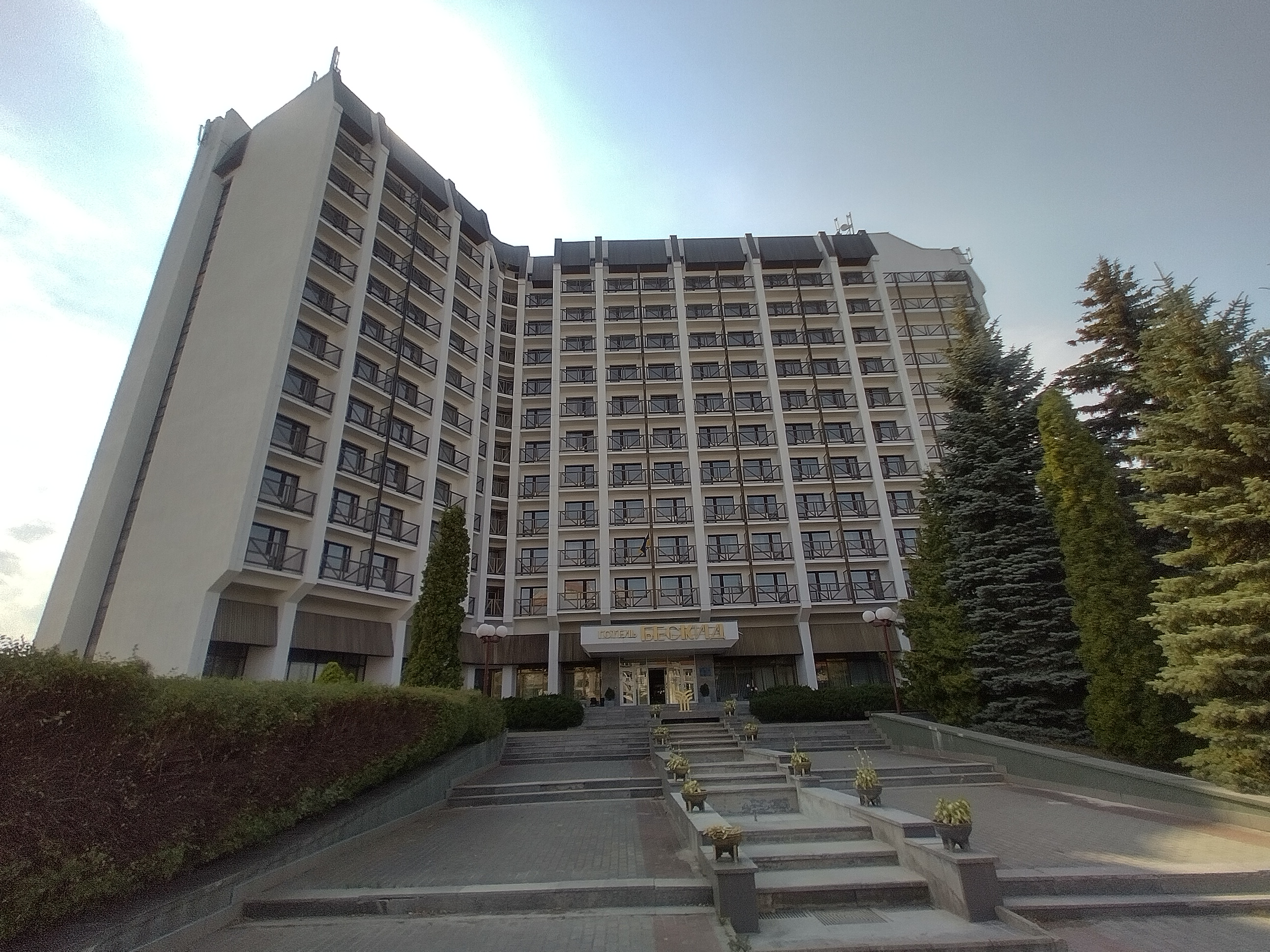
Готель "Бескид"
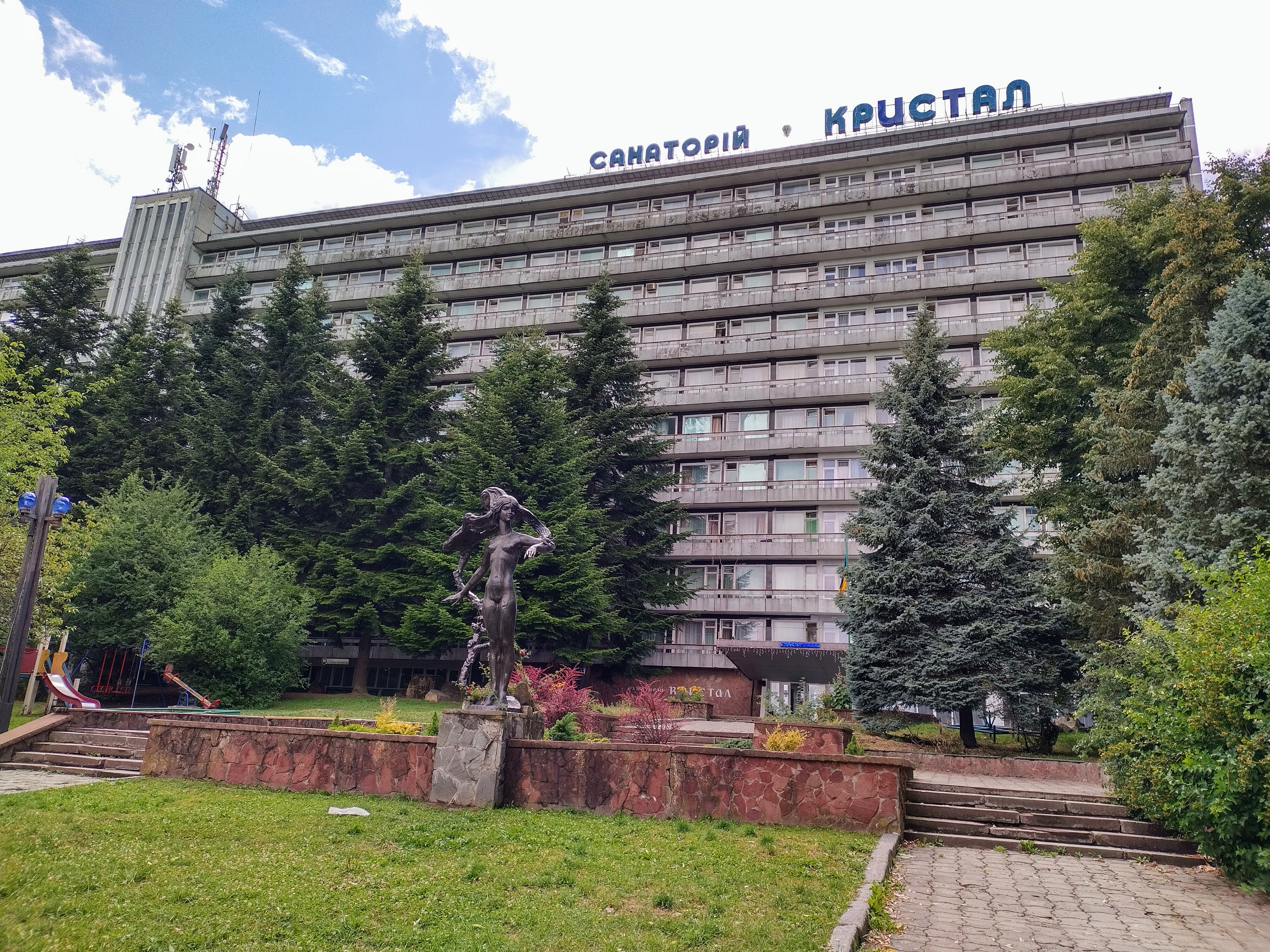
Санаторій "Кристал"

### Пам'ятники

Пам'ятник Степану Бандері перед кінотеатром «Злата»
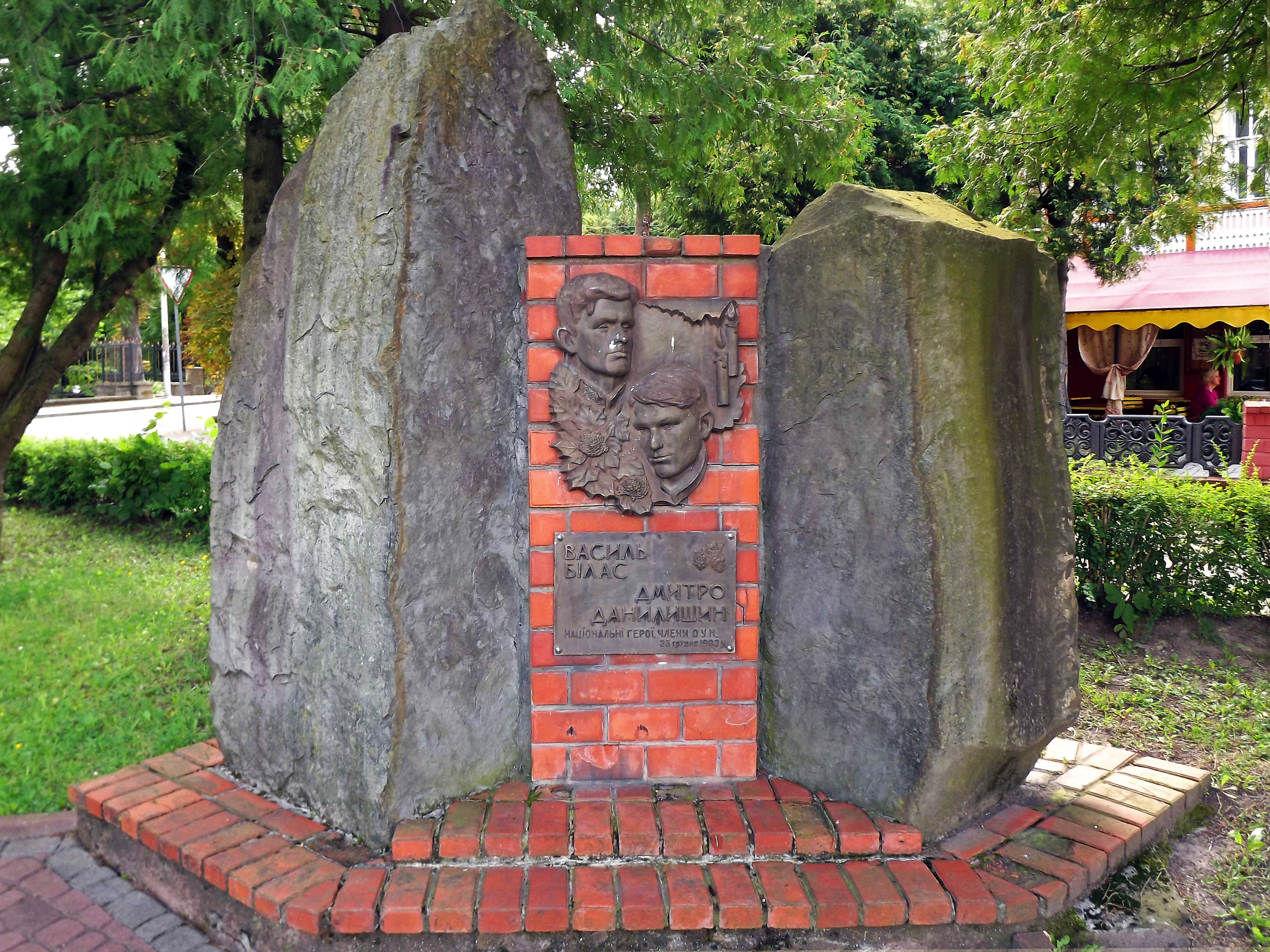
Пам'ятник Біласу і Данилишину
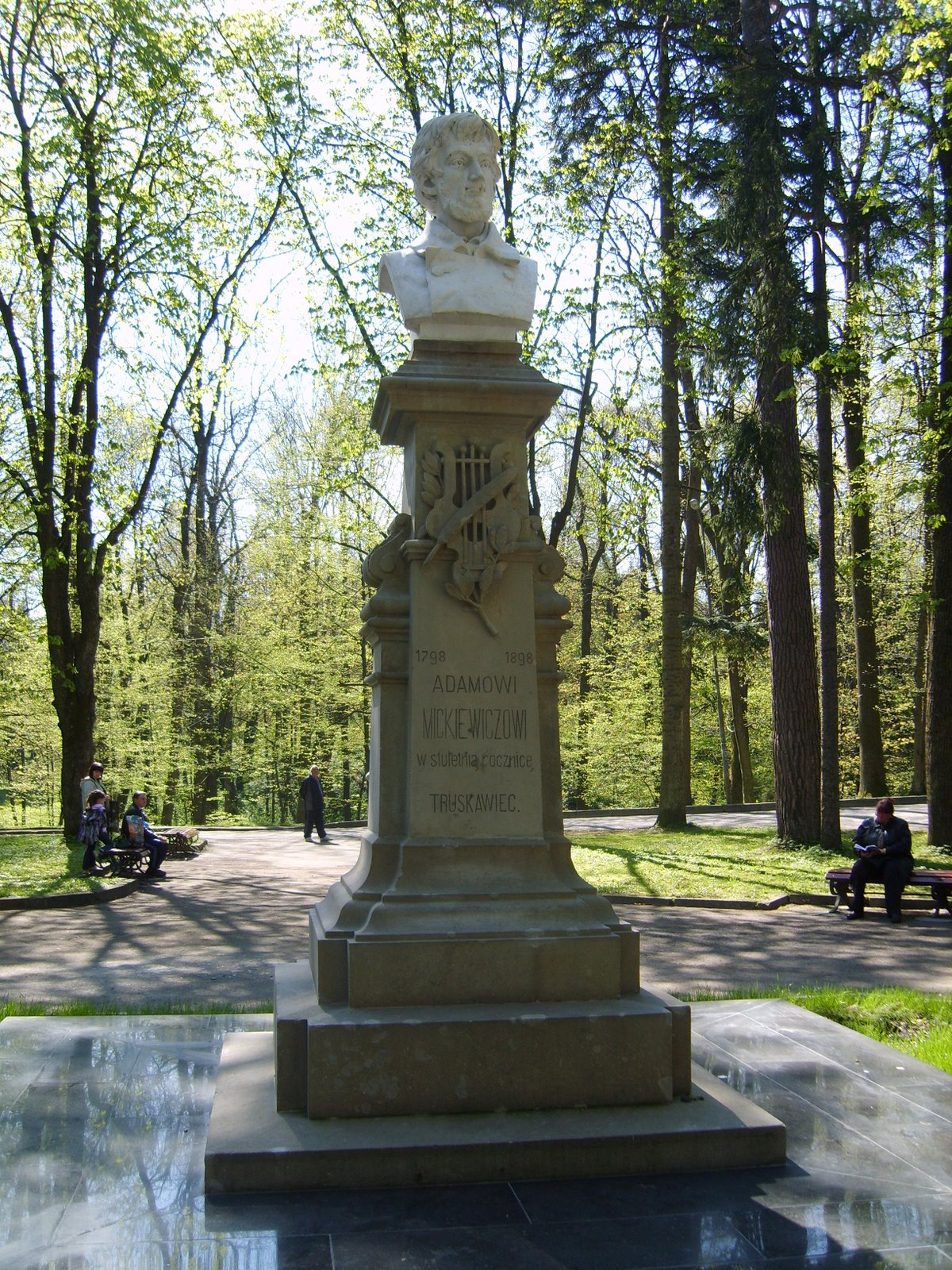
Пам'ятник Адамові Міцкевичу
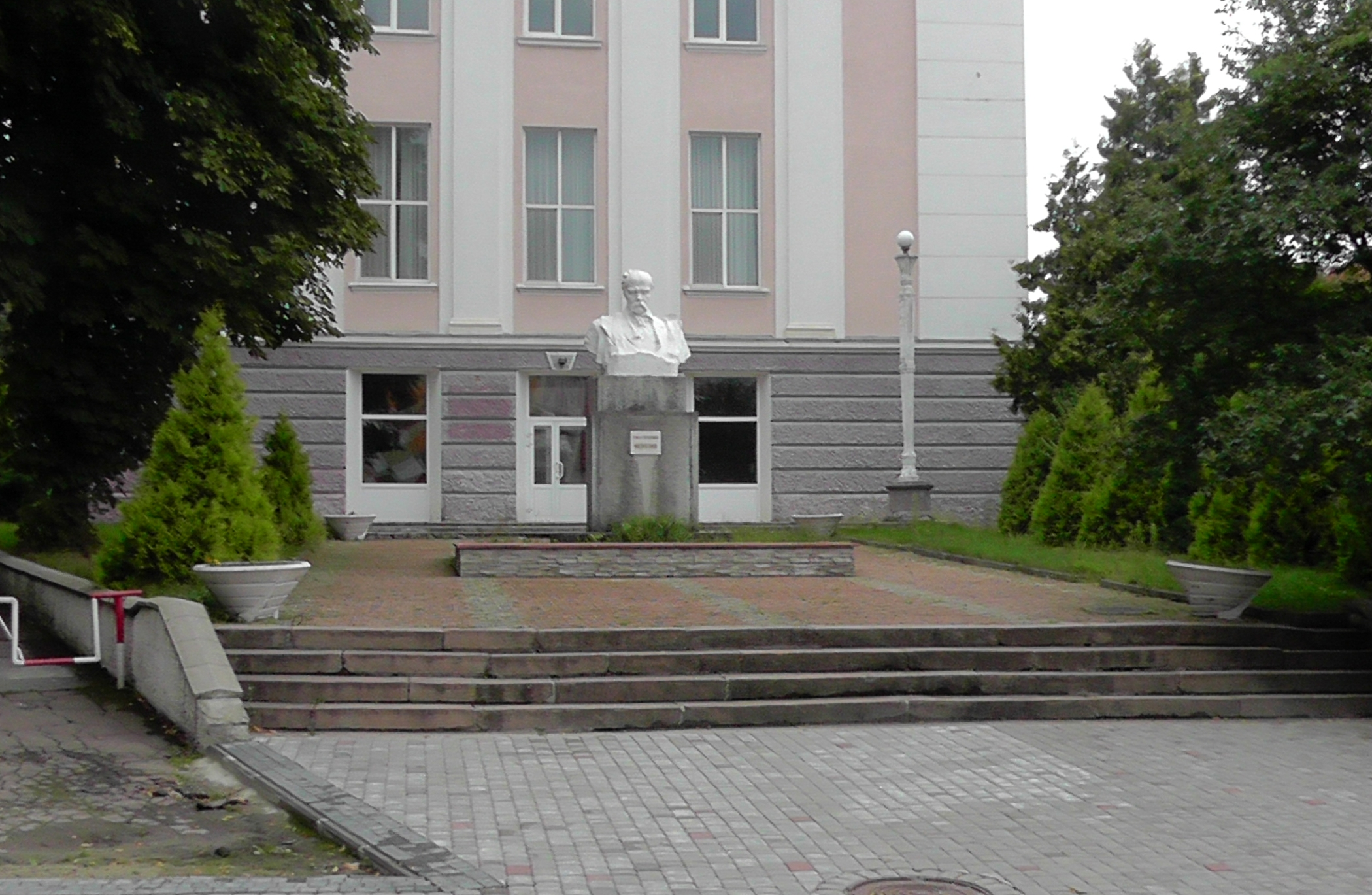
Пам'ятник Тарасу Шевченку, вул. Шевченка, 11
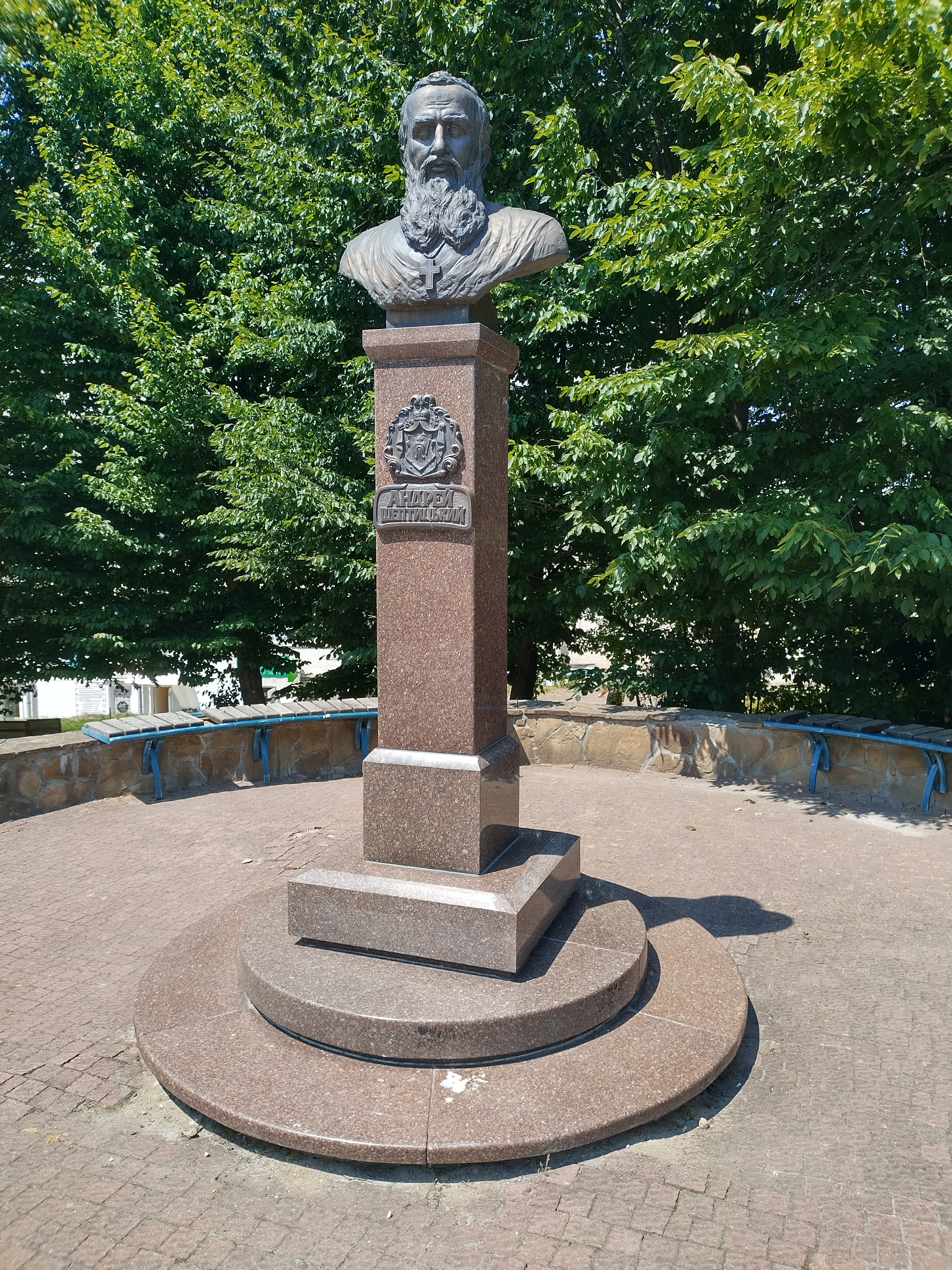
Погруддя Андрею Шептицькому
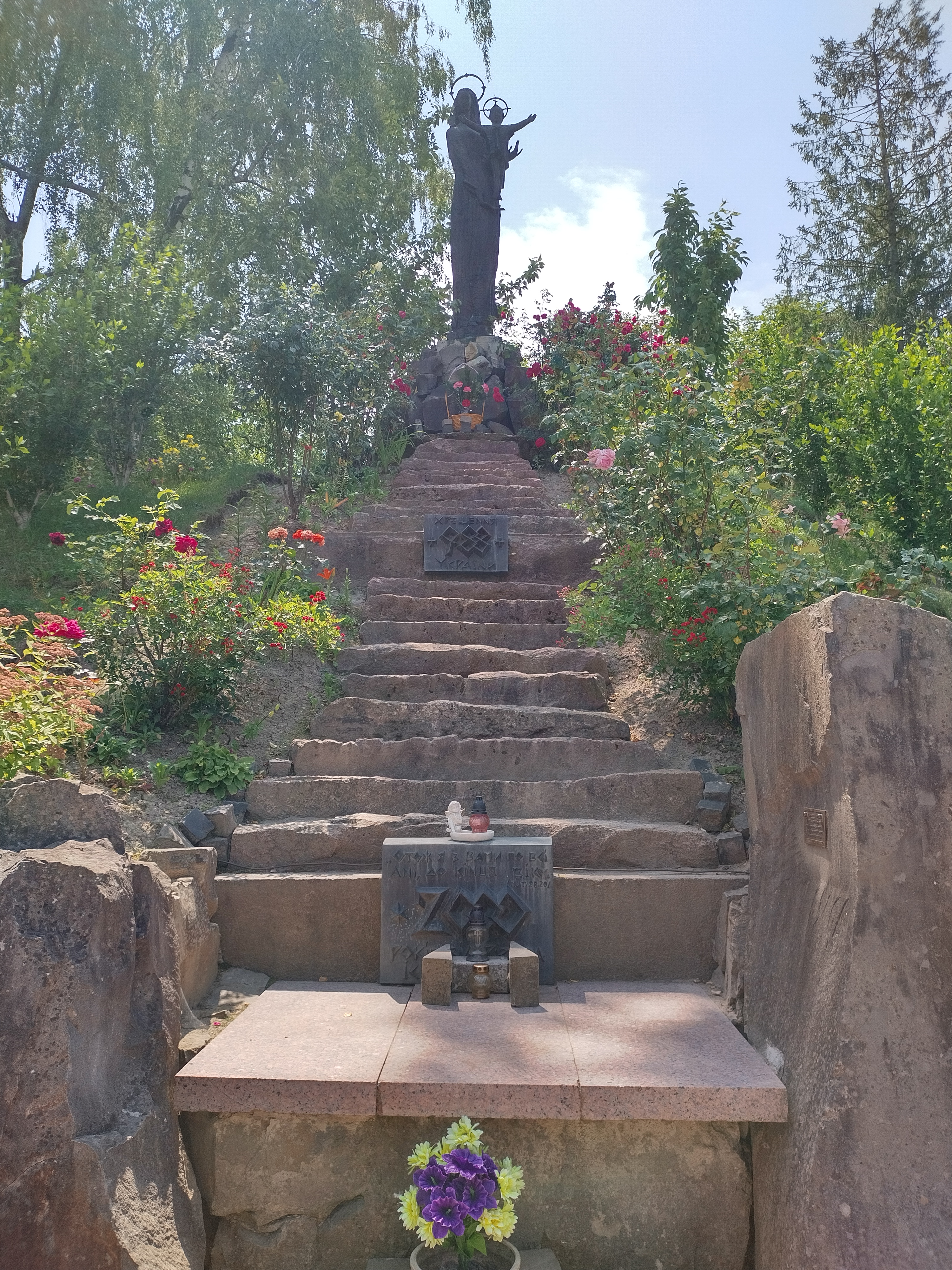
Пам'ятник "2000-річчя Хрещення Русі"
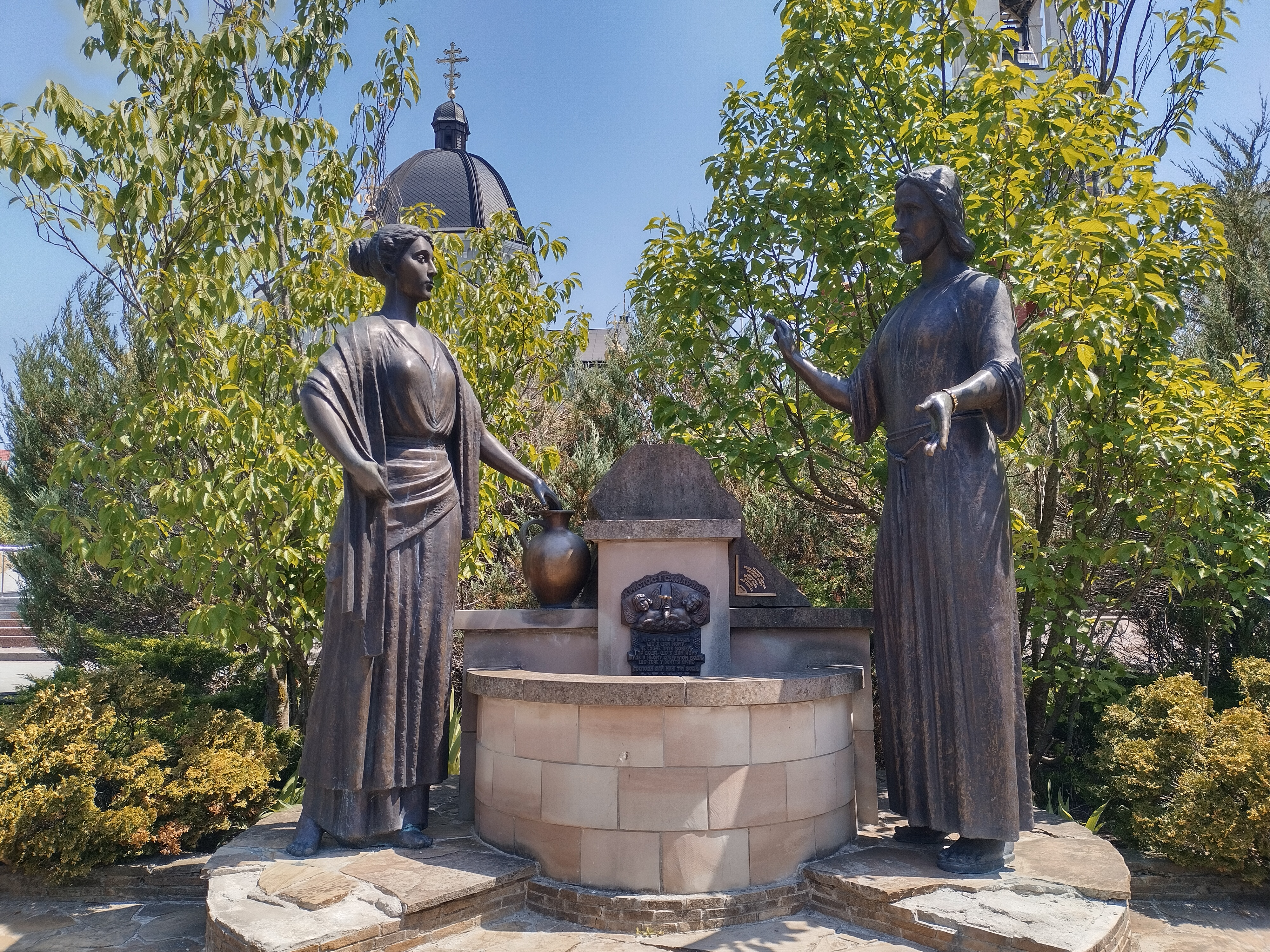
Пам'ятник-фонтан «Бесіда Ісуса Христа із Самарянкою»
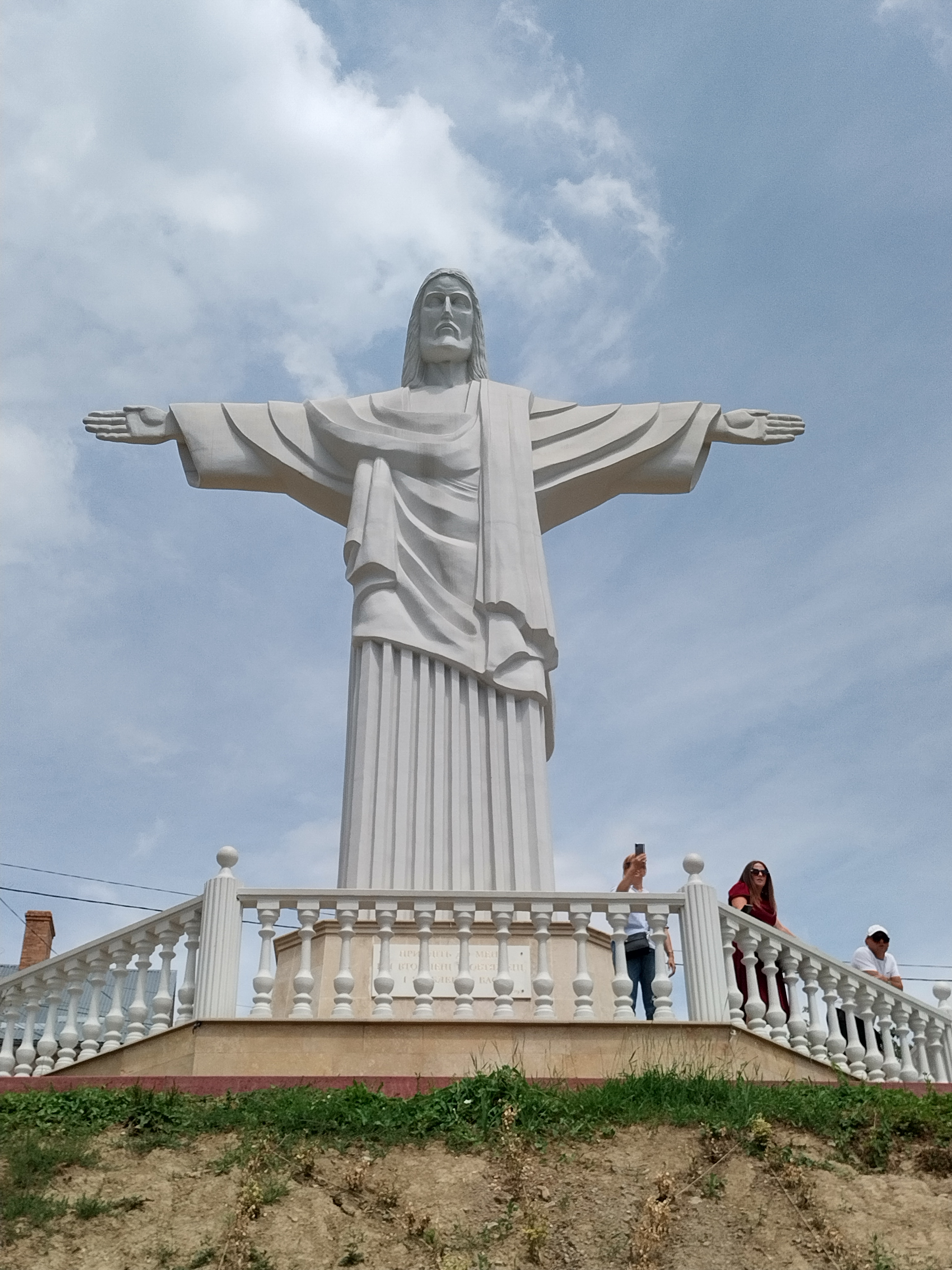
Статуя Христу Спасителю на горі Глорієтта (Гошівська гора)

### ХмарочосиТрускавця
- Готель Карпатська столиця на вулиці Городище, 1А, урочище Липки. Висота: 85 м.
- Будинок на вулиці Суховоля, 54А. Висота: 65 м.
- Готель Ріксос-Прикарпаття на вулиці Городище, 8. Висота: 58 м. Збудовано.[39]
- Вежа ТРТ на вулиці Городище. Висота: 46 м.
- Готель Бескид на Дрогобицькій вулиці, 33. Висота: 37 м.[40]

### Релігія
- Церква Святого Миколая (УГКЦ), майдан Січових Стрільців.
- Церква Святого пророка Іллі (УГКЦ), вулиця Василя Стуса, 17.
- Церква Покрови Пресвятої Богородиці (УГКЦ), Дрогобицька вулиця, 12/а.
- Церква Святого пророка Іллі (ПЦУ), вулиця Івана Мазепи[41].
- Церква Благовіщення Пресвятої Богородиці (ПЦУ), вулиця Петра Сагайдачного, 2.
- Костел Внебовзяття Пресвятої Діви Марії (Римо-католицька церква), вулиця Степана Бандери, 12.
- Церква преподобного Агапіта Печерського (ПЦУ)[42], вулиця Володимира Івасюка.
- Каплиця святого великомученика і цілителя Пантелеймона (ПЦУ), вулиця Суховоля.
- Дім молитви «Добра Новина» (УЦХВЄ), вулиця Бориславська.
- Дім молитви «Церква Преображення» (ВСЦ ЄХБ), вулиця Івасюка 2.
- колишня Синагога (тепер ТЦ "КУБ" по вул. Шеченка)

### Релігійні споруди

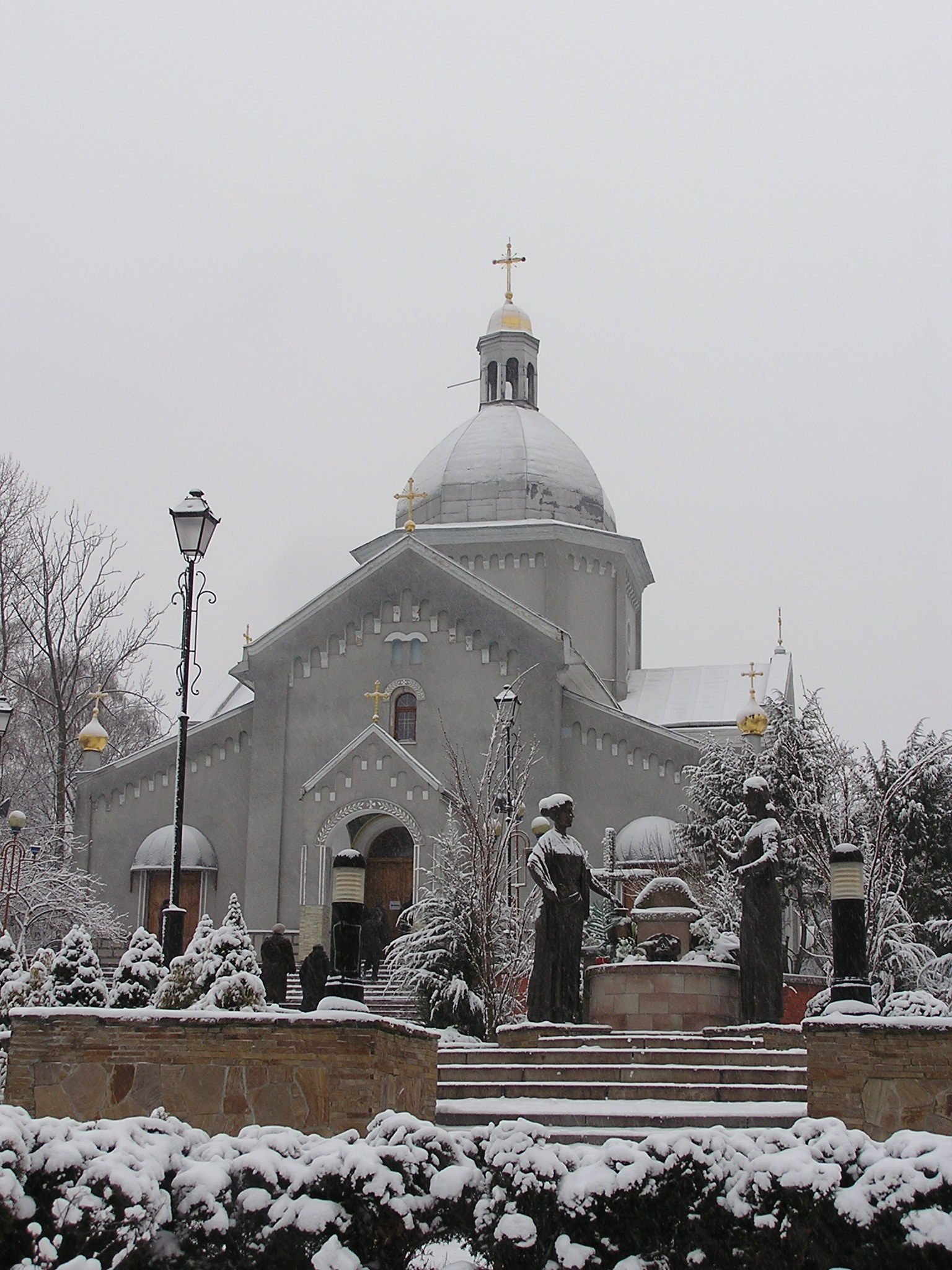
Церква святого Миколая (УГКЦ)
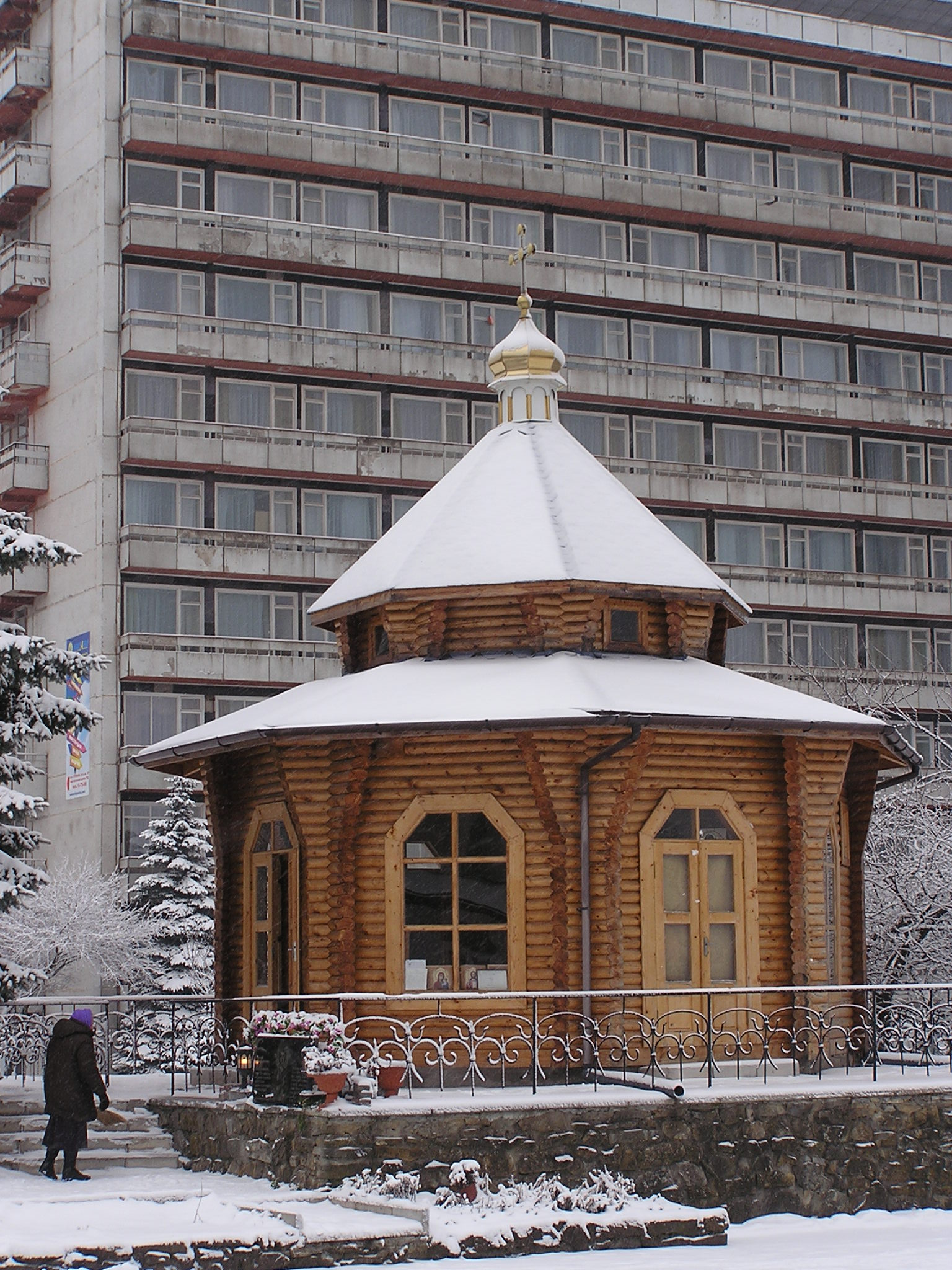
Каплиця святого великомученика і цілителя Пантелеймона (ПЦУ)
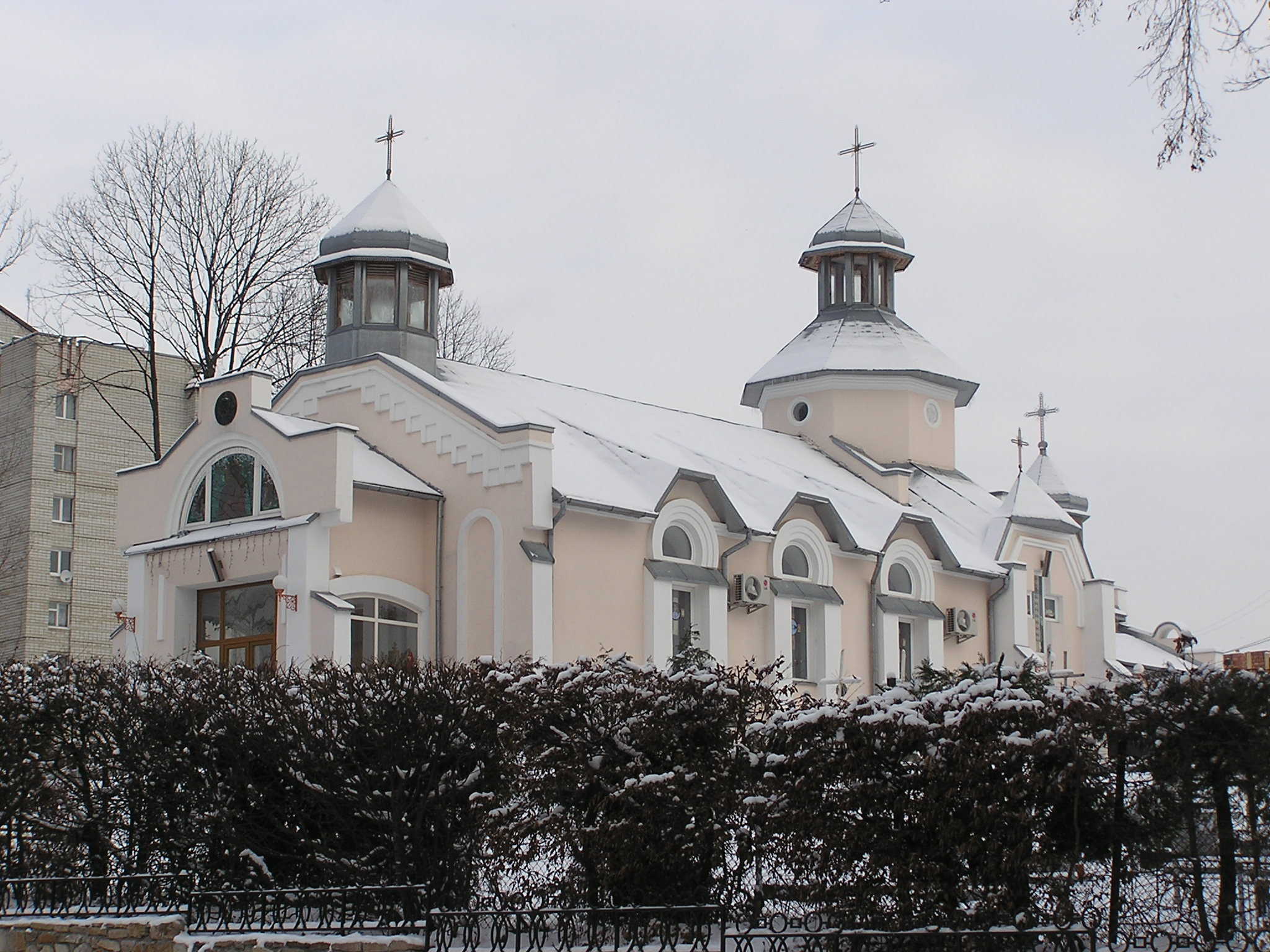
Церква Покрови Пресвятої Богородиці (УГКЦ)
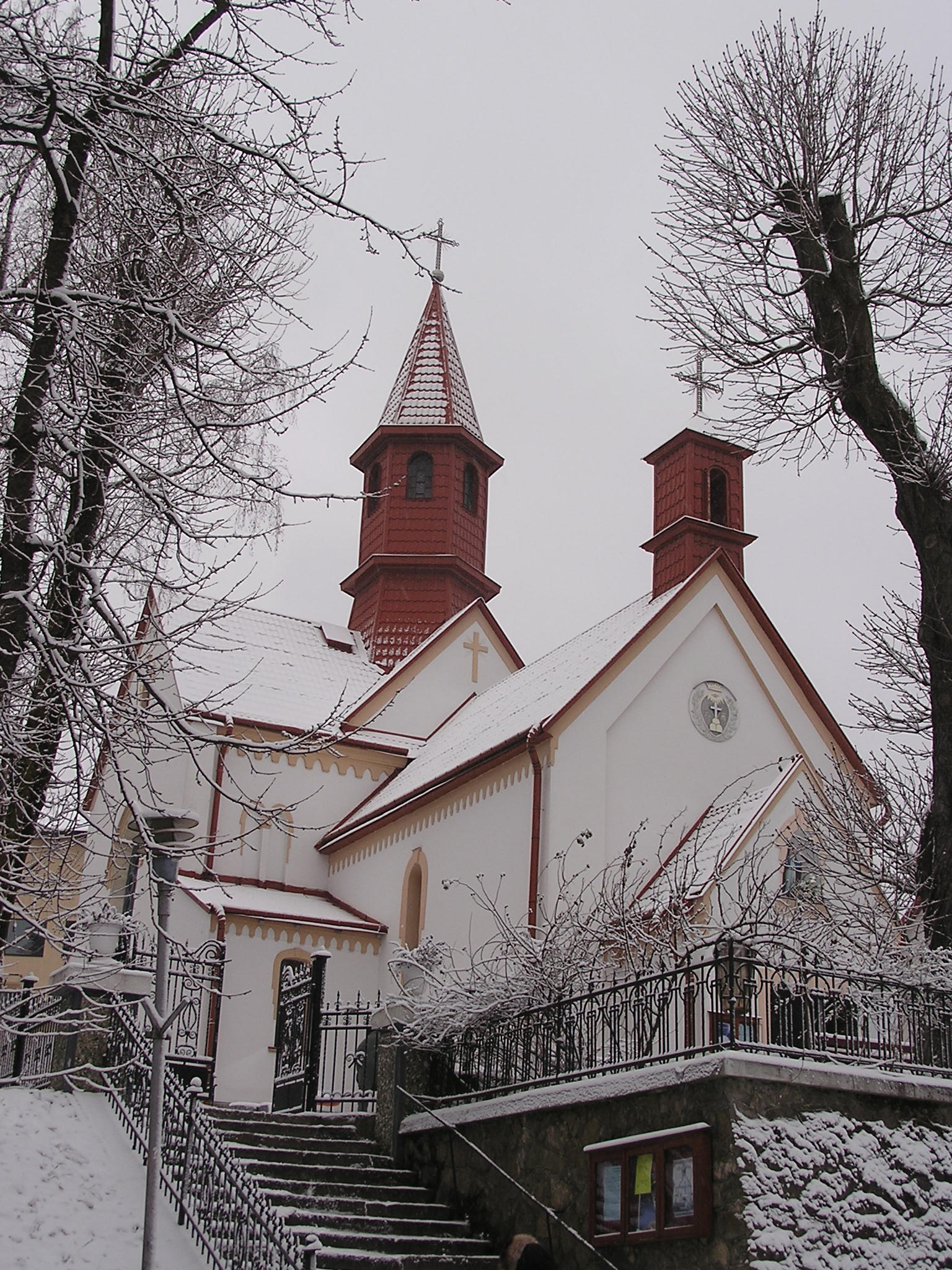
Костел Внебовзяття Пресвятої Діви Марії (Римо-католицька церква)
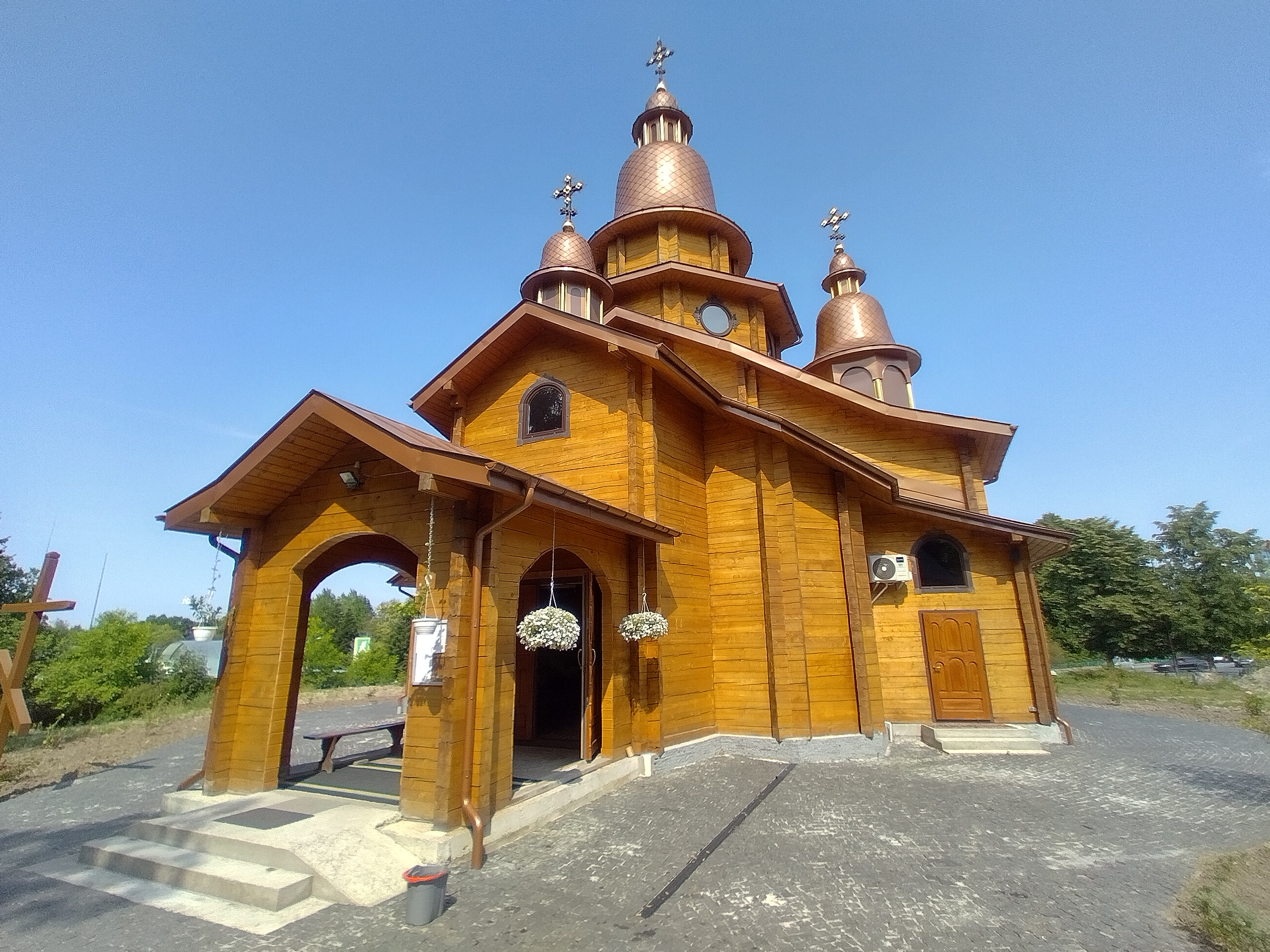
Церква Благовіщення Пресвятої Богородиці
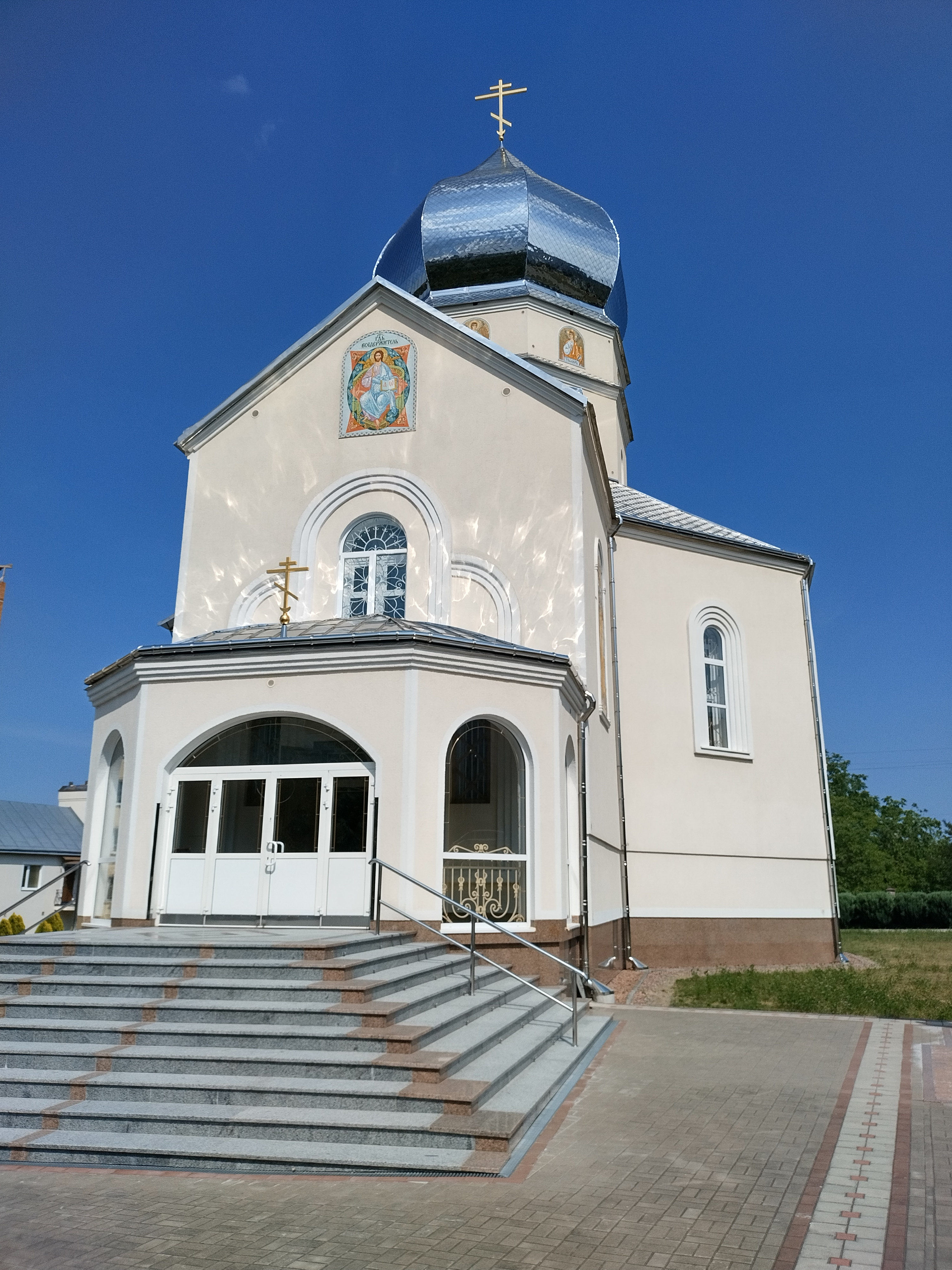
Церква Святого пророка Іллі (вулиця Івана Мазепи)
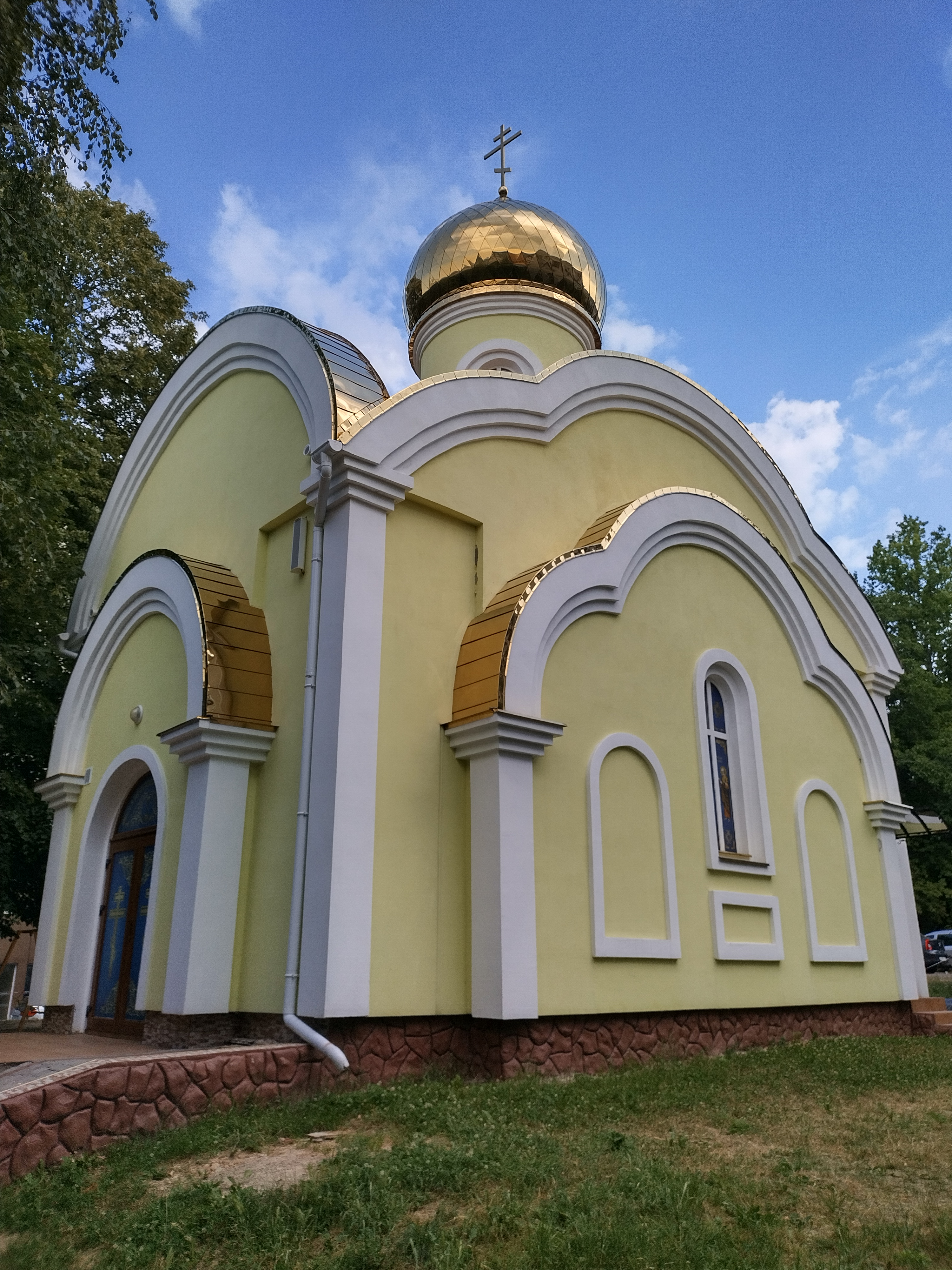
Церква преподобного Агапіта Печерського
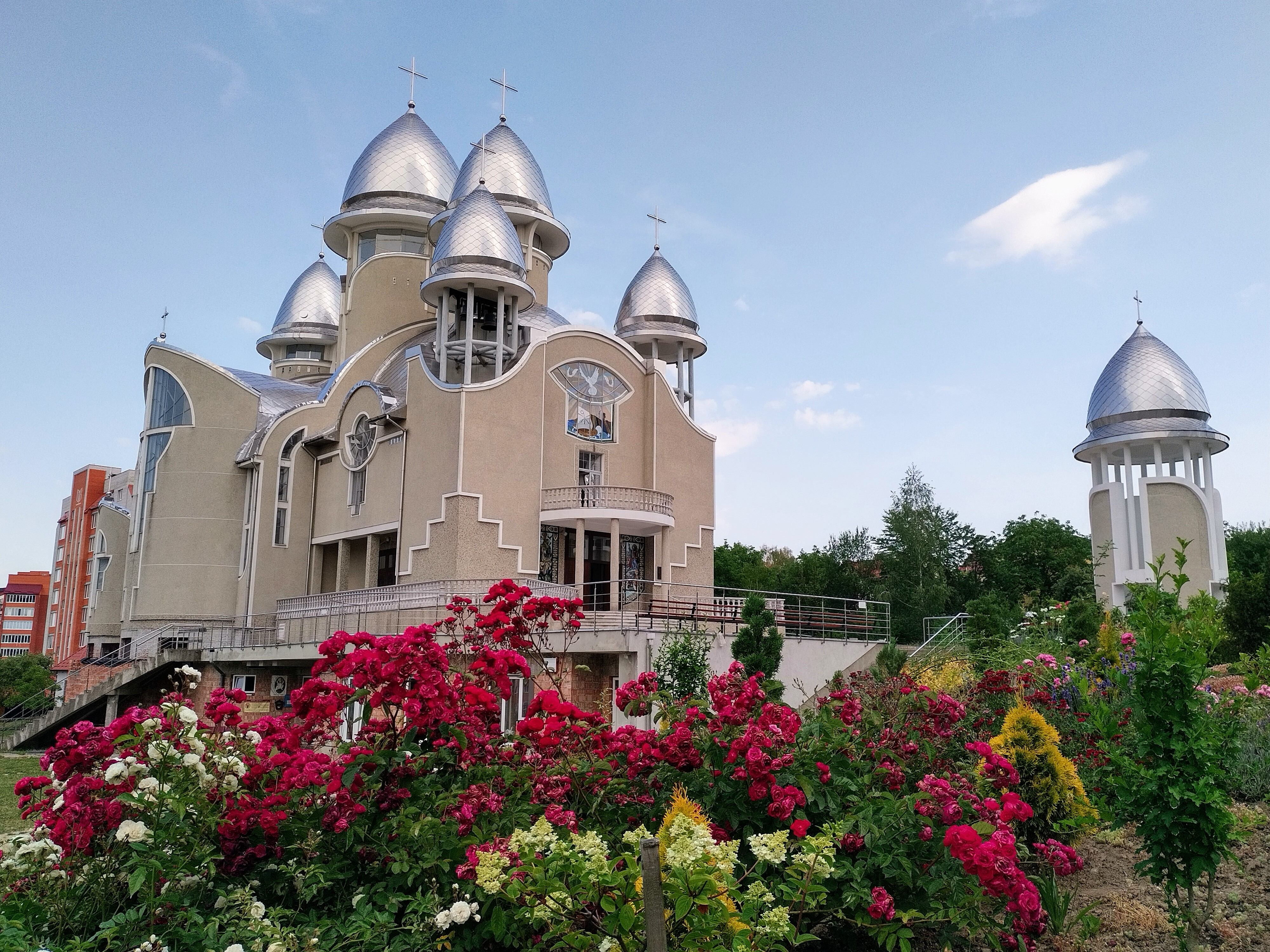
Церква святого пророка Іллі (УГКЦ)

## Соціальна сфера

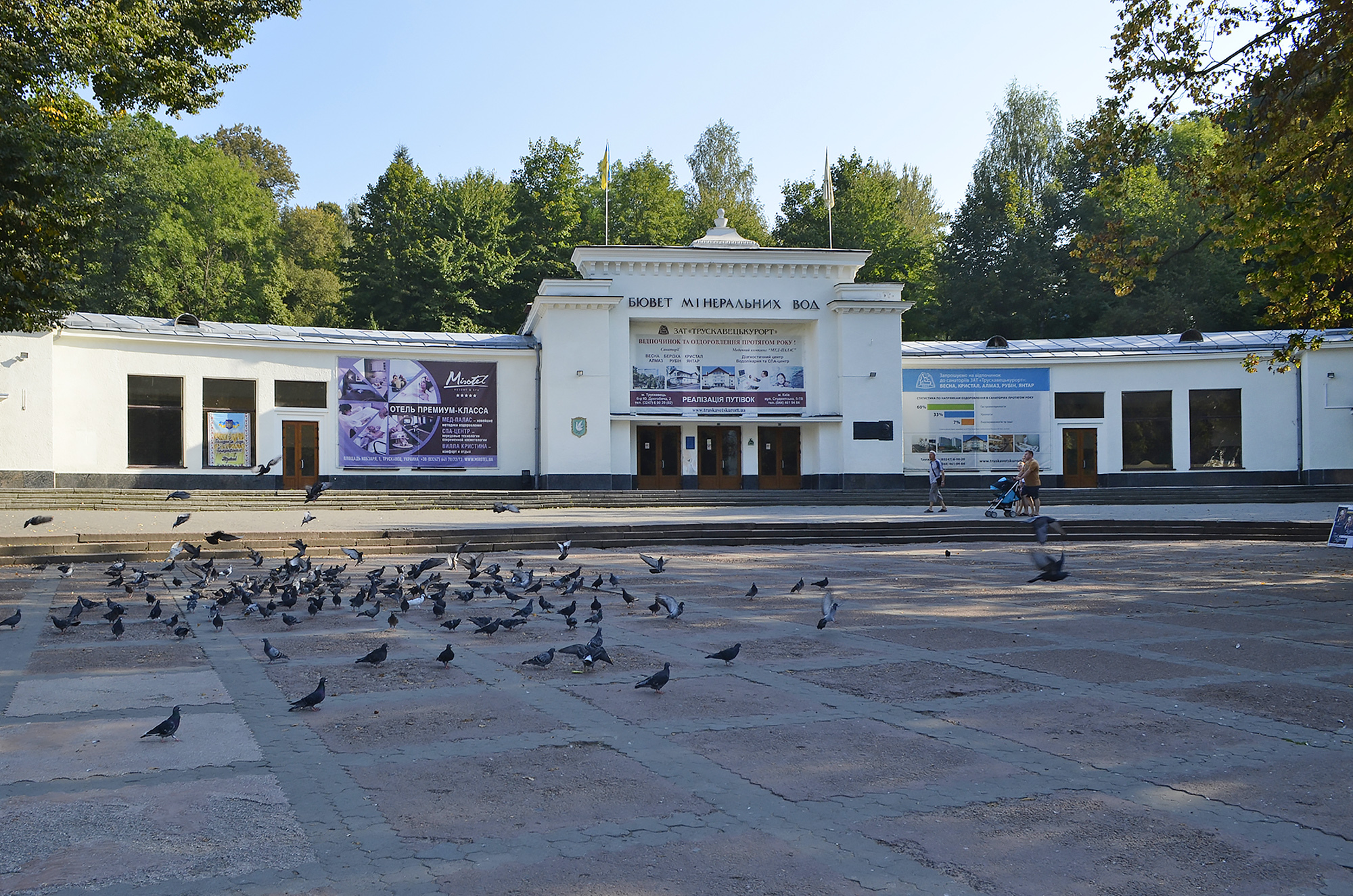
Бювет мінеральних вод № 1

### Медицина
Крім санаторіїв та пансіонатів місто-курорт Трускавець має 2 бювети мінеральних вод, 2 курортні поліклініки, 2 бальнеозокеритолікарні. Функціонують також міські лікарня (260 л/місць) та поліклініка (420 відвідувань в зміну). Працює ряд науково-дослідних лабораторій, зокрема: лабораторія експериментальної бальнеології Інституту фізіології ім. Богомольця НАН України, кафедра реабілітації та нетрадиційної медицини Львівського національного медичного університету імені Данила Галицького, курортний науковий реабілітаційний центр «Карпати Чорнобилю», «Міжнародна клініка відновного лікування» професора Володимира Козявкіна.
У місті працює понад 700 лікарів та близько 2000 середнього медичного персоналу високої кваліфікації.

### Освіта
У місті Трускавці діє 3 середні школи (130 класів, 3315 учнів), Трускавецька дитяча школа мистецтв (45 гуртків, 1148 вихованців), Будинок учнівської творчості, 7 дитячих дошкільних закладів (45 груп, 739 дітей), ДЮСК «Спортовець» (600 вихованців). У місті знаходиться коледж при Прикарпатському інституті МАУП імені Михайла Грушевського, філія Прикарпатського інституту МАУП ім. М. Грушевського та філія Кафедри реабілітації та нетрадиційної медицини ЛНМУ.

## Культура

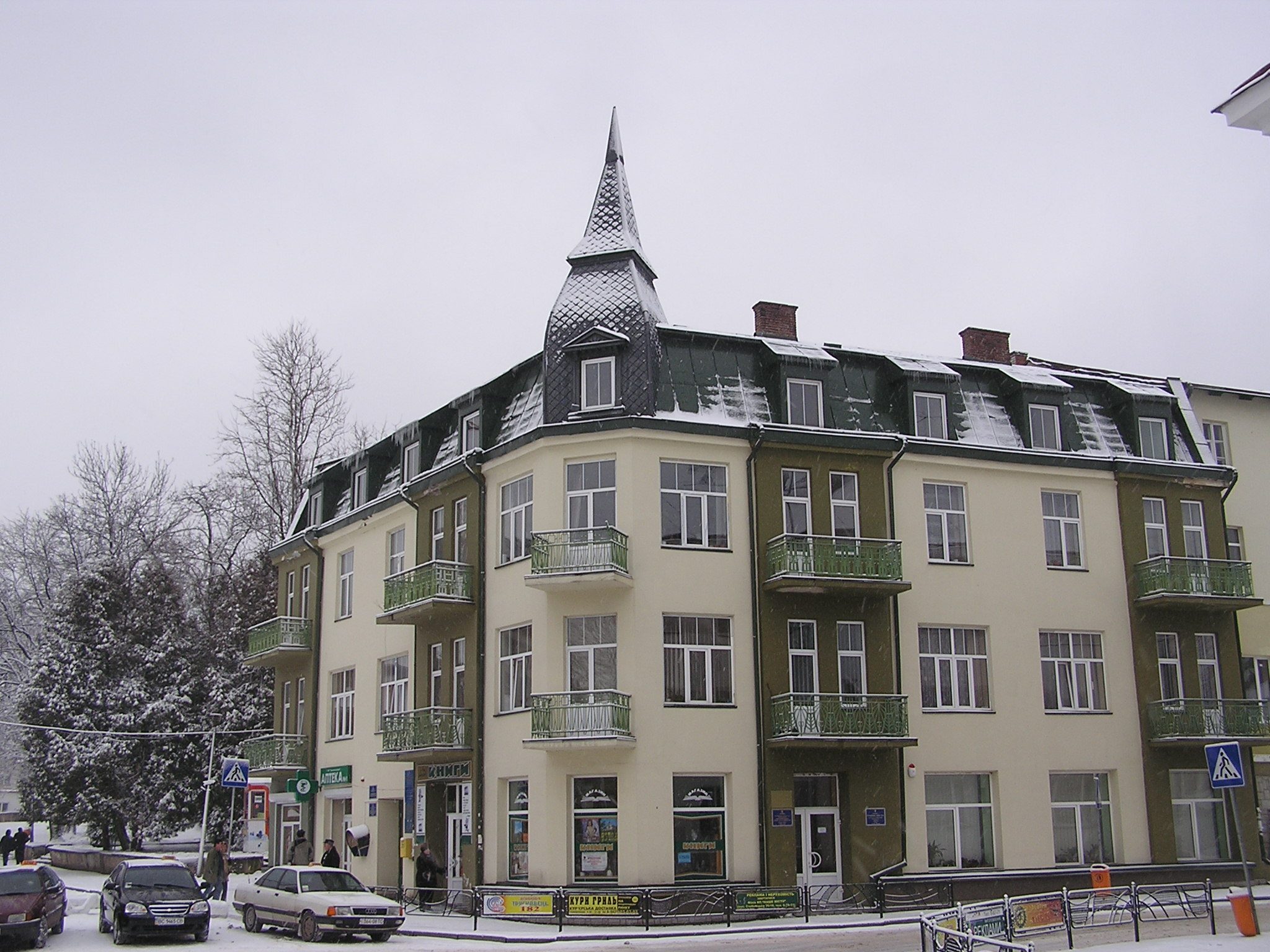
Народний дім

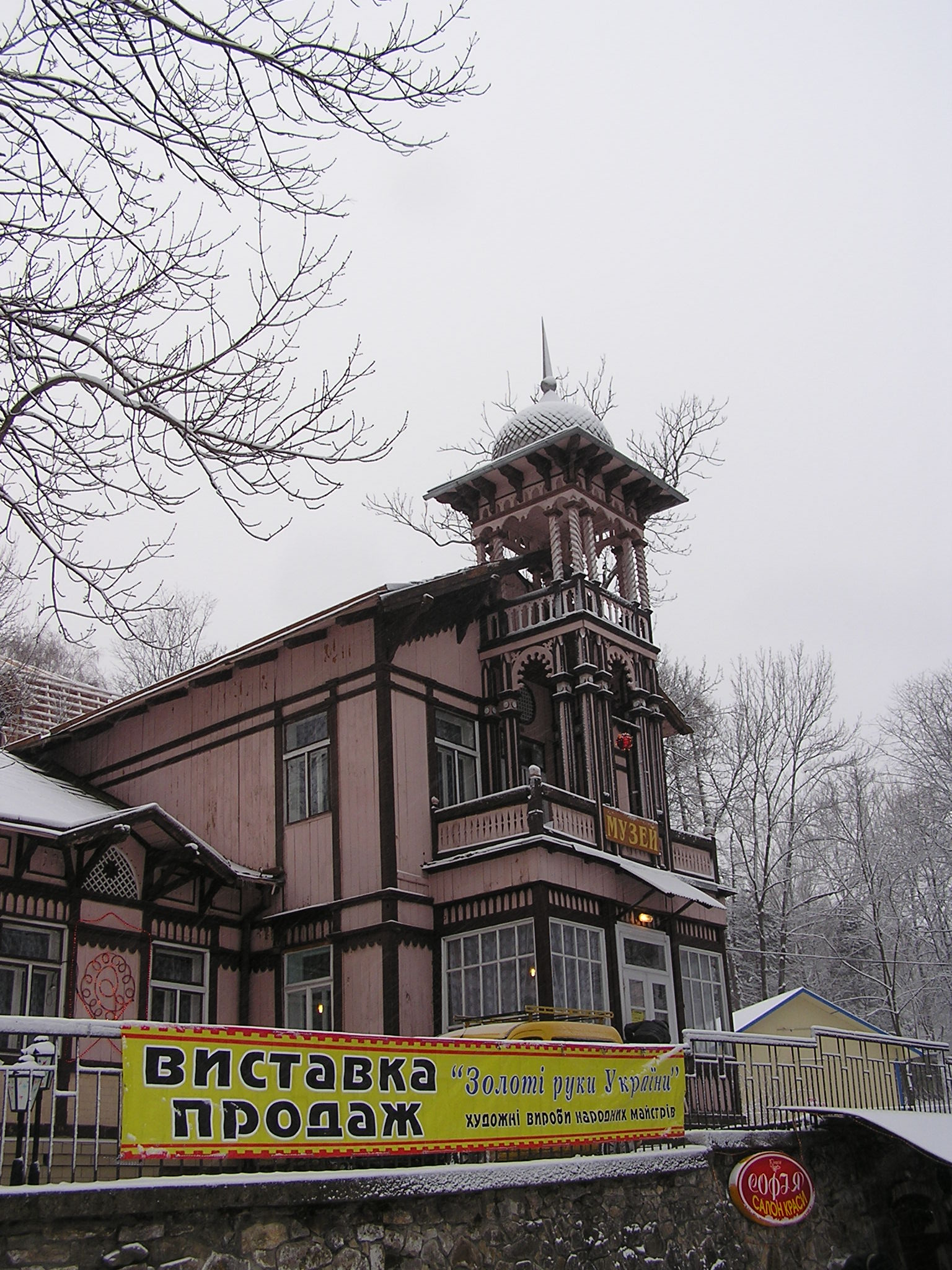
Музей «Історія Трускавця»

До мережі закладів культури Трускавця входять:
- Трускавецький міський Народний дім — тут відбуваються численні культурні заходи, проводяться відзначення і святкування різноманітних важливих для держави і міста дат і подій, працює низка творчих колективів;
- Палац культури імені Т. Г. Шевченка — належить ЗАТ «Трускавецькурорт»[45];
- Палац культури «Мир» (наразі в закинутому стані);
- кінотеатр «Міленіум» (модернова споруда знищується невідомим забудовником);
- кінотеатр «Злата»[46];
- міська централізована система бібліотек — об'єднує одну дитячу і три дорослих бібліотеки.

По санаторно-курортних закладах існувало ще 17 бібліотек.
Колективи художньої самодіяльності Трускавця:
- Народний ансамбль пісні і танцю «Трускавчанка»;
- Народний камерний хор «Воля»;
- Народний ансамбль народних інструментів «Галичани»;
- Зразковий дитячий камерний оркестр;
- Зразковий хореографічний ансамбль «Золоті діти»;
- Зразкового дитячого ансамблю мандоліністів «Лісові квіти»;
- Фольклорні ансамблі «Джерела Карпат», «Барви Карпат», «Відгомін», «Галичани»;
- Джазовий оркестр «Біґ-Бенд»;
- Народна циркова студія «Каскад»;
- Народний цирк «Гоп-компанія».

Музеї Трускавця:
- Музей «Історія Трускавця» — функціонує від 1982 року в ошатній дерев'яній садибі «Вілла Саріуш», висвітлює важливі періоди розвитку міста й характеризує культурно-побутовий уклад місцевого населення — бойків. У підвальному приміщенні музею функціонує імпровізоване відтворення «повстанської криївки».
- «Художній музей» — відкритий у центрі міста 1992 року присвячений, зокрема, творчості народного художника України Михайла Біласа; експозиція розгорнута в 12 залах, де виставлені понад 150 авторських робіт митця, який нині вважається національною гордістю нашої держави. Крім постійно діючої виставки, музей експонує роботи художників, графіків, скульпторів, майстрів декоративно-прикладного мистецтва, знайомлячи відвідувачів з новими авторськими здобутками.
- «Єпархіальний музей» — був створений 11 жовтня 1998 року. Експозиція музею дає можливість дізнатися про історію Самбірсько-Дрогобицької Єпархії, про життя і діяльність видатних діячів української Греко-Католицької церкви, таких як Архієпископ Йосафат Кунцевич, Митрополит Андрей Шептицький, Патріарх Йосиф (Сліпий), а також оглянути одну із виставок сакрального мистецтва.
- Музей української майоліки — музей української кераміки відомих художників керамістів ХХ століття у центрі міста Трускавець у будівлі Бювету мінеральної води №1.

## Природно-заповідний фонд Трускавця

### Ботанічні пам'ятки природи
Бук плакучої форми, Два вікові дуби, Тис ягідний.

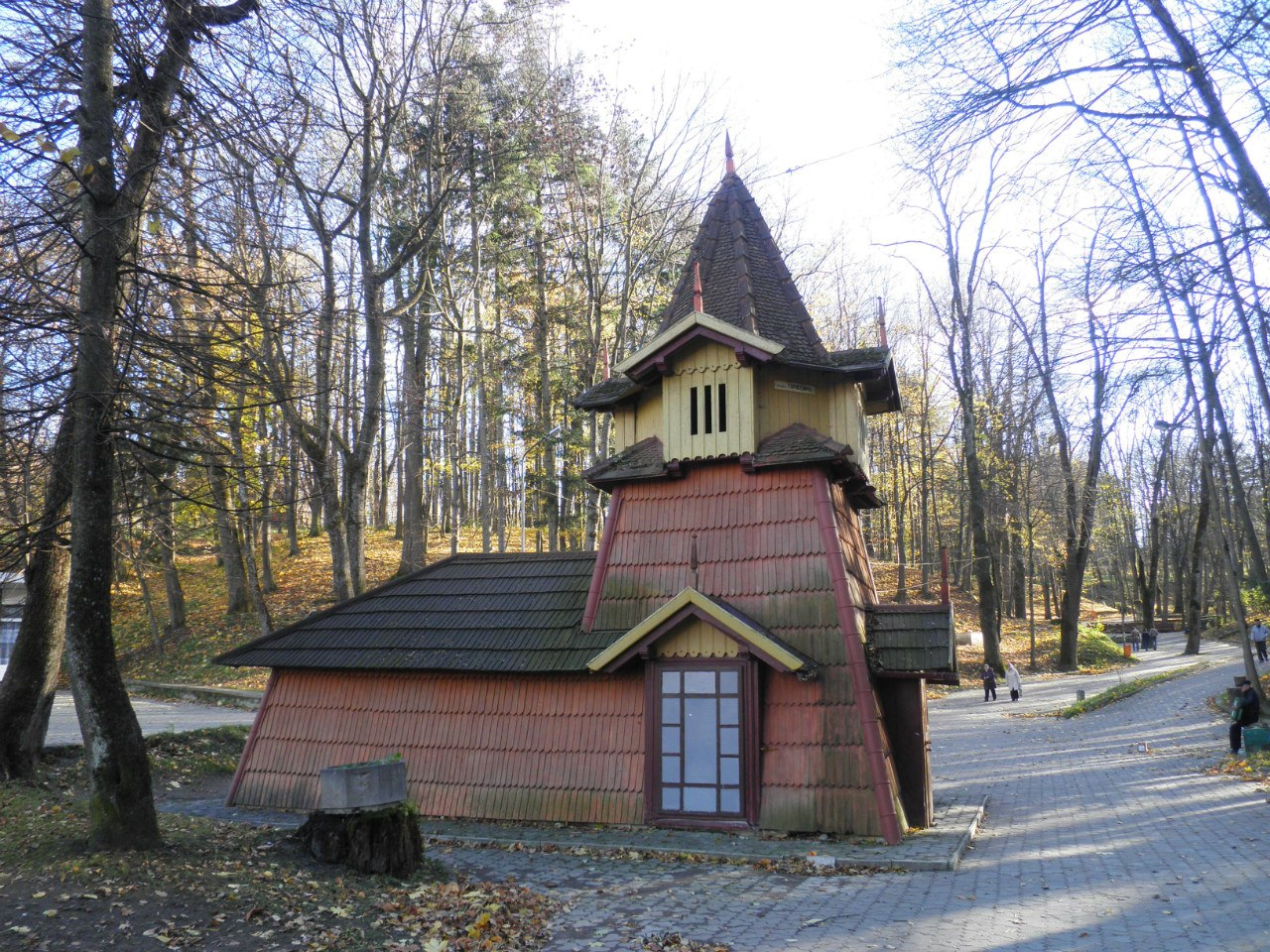
«Едвард», джерело № 6 (перший Бювет в Трускавці), окраса та пам'ятка архітектури курорту.

### Гідрологічні пам'ятки природи
Джерело № 1 «Нафтуся» курорту «Трускавець», Джерело № 11 (колишня «Юзя») курорту «Трускавець», Джерело № 6 (колишній «Едвард») курорту «Трускавець», Джерело № 7 (колишній «Фердинанд») курорту «Трускавець».

### Парки-пам'ятки садово-паркового мистецтва
Курортний парк «Адамівка».

## Спорт

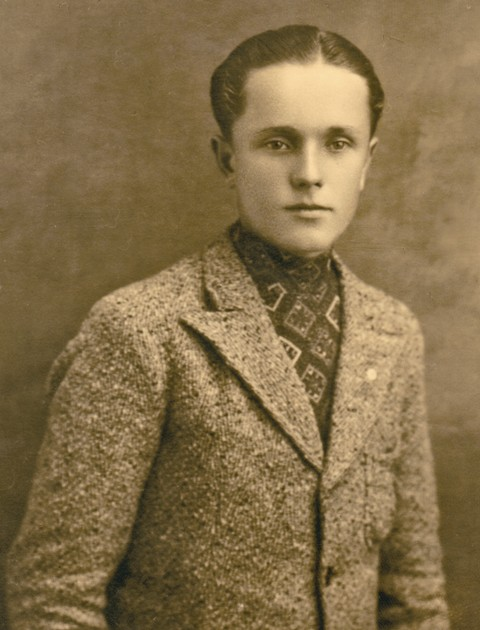
Василь Білас

У місті є два футбольних поля, 12 тенісних кортів, 3 спортмайданчики у житлових мікрорайонах міста, 1 спортмайданчик в міському парку, кінно-спортивна база, спортивна база та зали ЛФК при санаторно-курортних закладах, спортивні зали та майданчики при трьох загальноосвітніх середніх школах.
Зареєстровані та діють громадські спортивні організації:
- ДЮСК «Спортовець» — організаційно-методичний центр зі спортивної роботи з дітьми міста;
- Міська федерація шахів та шашок;
- ТМО ФСТ «Спартак» — місцевий осередкок ВСТ «Спартак», вільна боротьба;
- ГО «Ніка» — футбол, підтримка ветеранів спорту;
- ГО «Група здоров'я»;
- ГО СТК «Трускавець-92» — теніс;
- СК «Атлант» — важка атлетика, пауерліфтинг, при підтримці МЦ «Світлиця»;
- МСК «Беркут» — гірський туризм, альпінізм, стежина виживання;
- ГО СК «Гарт» — настільний теніс;
- Міська федерація пейнтболу;
- «Hunters» — пейнтбольний клуб;[48]
- Футбольний клуб «Карпати» — команда виступала у чемпіонаті Львівської області з футболу, була чемпіоном Львівської області у 2004 році, срібним призером у 2001 році, володарем Кубку області у 2002 році, фіналістом Кубка області у 2003 та 2004 років.
- Футбольний клуб «Вікторія» — виступає у першій лізі чемпіонату Львівської області з футболу з 2018 року.
- Футбольний клуб «Зоря» — нині виступає у чемпіонаті Дрогобицького району. У сезоні 2016/2017 та 2017/2018 команда змагалась у першій лізі чемпіонату Львівської області з футболу.

Традиційно у місті Трускавці проводяться турніри:

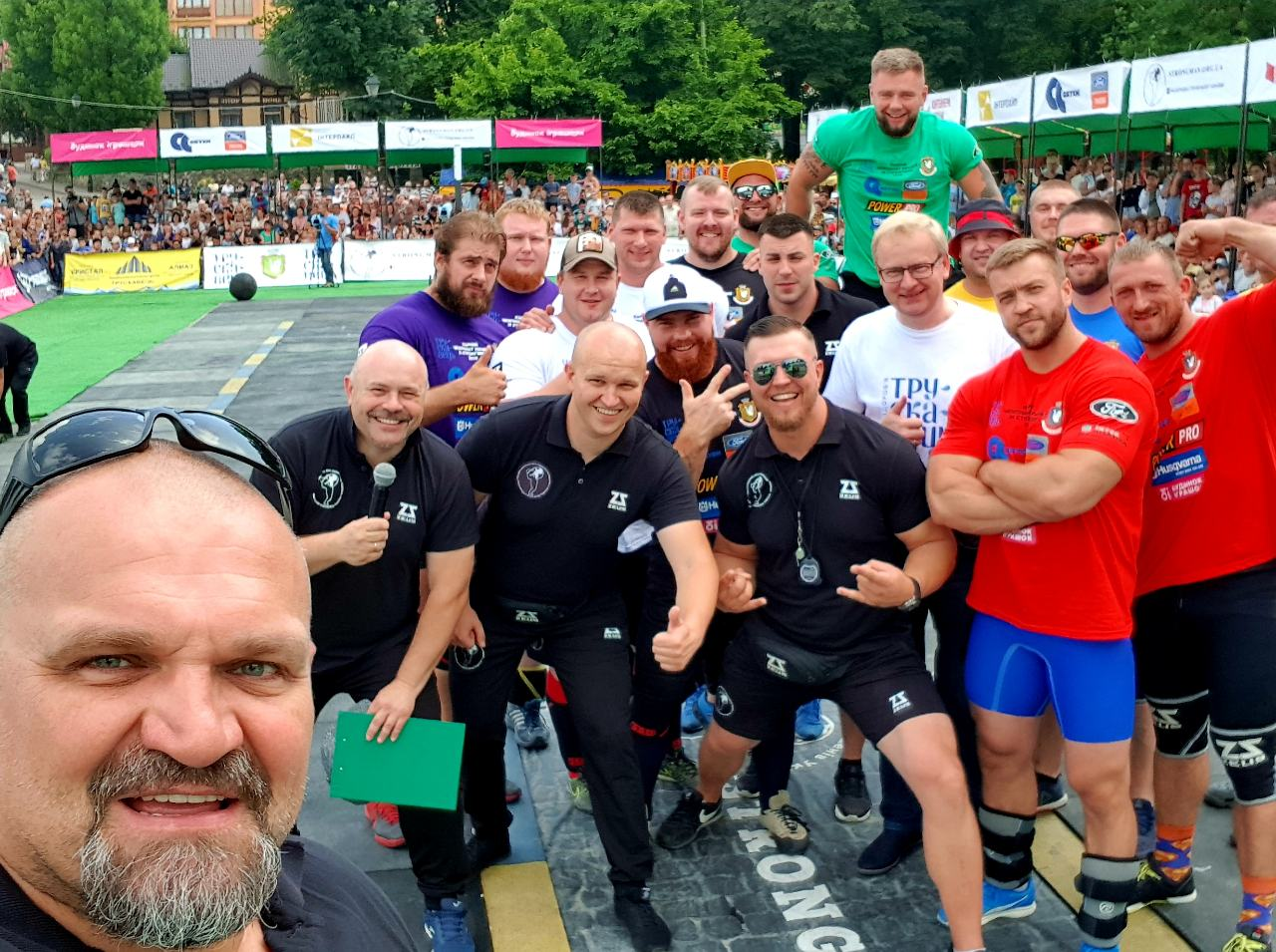
Парний чемпіонат України зі стронгмену 2019

- «Зимовий Трускавець» — всеукраїнський юнацький турнір з тенісу, (лютий);[49]
- «Нафтуся» — всеукраїнський юнацький турнір з тенісу, (липень-серпень);
- «Золота осінь» — всеукраїнський юнацький турнір з тенісу, (жовтень-листпоад);
- «Трускавецькі джерела» — з вільної боротьби, (листопад);[50]
- «Нафтуся» — всеукраїнський юнацький турнір з плавання, (листопад);[51]
- «Міжнародний турнір з футзалу на Кубок мерії», (січень).
- Футбольний турнір «Трускавецьке літо» (червень)[52]
- Етап Чемпіонату України з ралі «Ралі Галіція» (травень).
- Парний чемпіонат України зі стронгмену [53]

Налагоджено міжнародну спортивну співпрацю з містами-побратимами: Ліманова, Ясло, Санок, Перемишль (Польща).

Роман Різняк-«Макомацький»

## Персоналії Трускавця
Уродженці
- Іван Ардан — український публіцист, редактор, видавець, священник УГКЦ;
- Василь Білас — діяч ОУН, учасник нападів на польські урядові установи, страчений 24 грудня 1932;
- Юрій Бердаль — український митець, різьбяр по дереву, член НСМНМУ;
- Тарас Бобанич (15 березня 1989 — 8 квітня 2022) — український військовик, молодший лейтенант, командир 2-го окремого батальйону Добровольчого українського корпусу «Правий сектор». Герой України (2022, посмертно);
- Юрій Бунь (6 травня 1998 — 21 червня 2022) — український військовик, старший лейтенант, командир роти 1-го механізованого батальйону 24-ї окремої механізованої бригади імені короля Данила, нагороджений орденом «За мужність» (III ст.);
- Мирослава Гресько — референт УЧХ Комарнівського районного проводу ОУН, лицар Срібного хреста бойової заслуги УПА 1 класу.
- Дарія Гусяк — діячка ОУН, зв'язкова командира УПА Романа Шухевича, довголітній політв'язень таборів ГУЛАГу;
- Дмитро Данилишин — діяч ОУН, учасник нападів на польські урядові установи, страчений 24 грудня 1932 разом із Василем Біласом;
- Олег Денюшин (1979-2022) — український військовик, молодший сержант Збройних Сил України, учасник російсько-української війни, що загинув під час російського вторгнення в Україну в 2022 році.
- Евґеніуш Дембський — польський письменник-фантаст;
- Орест Мацюк — український історик, архівіст і знавець філіграней;
- Олекса Пристай — український релігійний та громадський діяч, греко-католицький священник, письменник-мемуарист, автор 4-х томних спогадів «Із Трускавця у світ хмародерів», прадід письменника Тараса Прохаська та літературознавця Юрія Прохаська[54];
- Роман Різняк — діяч ОУН, керівник боївки СБ Дрогобицького надрайонного проводу ОУН (1945), референт СБ Дрогобицького міського проводу ОУН, референт СБ Дрогобицького районного проводу ОУН (1948), загинув 18 липня 1948 у бою з військами МДБ;
- Ростислав Смірнов — український громадський діяч, підприємець, політичний експерт, радник міністра внутрішніх справ України, засновник проєктів "Добробат" та "Прихисток";
- Андрій Шіхт (1991—2015) — український військовик, старший лейтенант, загинув у боях за Маріуполь[55].

Мешканці
- Михайло Білас — український митець, майстер гобелену, модельєр. Народний художник України (1955), член Спілки художників України (1967).
- Григорій Бенч — український митець, майстер лемківської різьби по дереву.
- Віктор Винник — український музикант, вокаліст, лідер рок-гурту «МЕРІ».
- Ігор Дідач — український військовик, старший солдат резерву Міністерства внутрішніх справ України. Лицар ордену «За мужність».
- Кость Сроковський — польський публіцист, політичний діяч ліберально-демократичного напряму українського походження.
- Василь Шпак — український митець, майстер декоративного мистецтва, заслужений майстер народної творчості УРСР.
- Раймунд Ярош — бургомістр та президент Дрогобича, власник курорту в Трускавці у 1930-ті роки.

## У масовій культурі
У 1977 році було знято художній фільм «Хто поїде в Трускавець». Трускавець згадується у піснях Гаріка Кричевського «Таксист», Олега Мітяєва «Вєчная історія», Гаріка Бірчі «Паша їде в Трускавець» та в українському телесеріалі «Віталька» (46 серія). У Трускавці (був) розташований санаторій Національної спілки письменників України, в якому відпочивали відомі українські письменники, зокрема Іван Драч та Олесь Гончар.

## Міста-побратими
- Ватлінген, Німеччина[56]
- Жешув, Польща
- Дзялдово, Польща
- Дольний Кубін, Словаччина
- Камеока, Японія[57]
- Кемер, Туреччина[58]
- Куба, Азербайджан
- Ліманова, Польща
- Перемишль, Польща
- Слов'янськ, Україна
- Сянок, Польща
- Унеюв, Польща
- Ясло, Польща

## Галерея

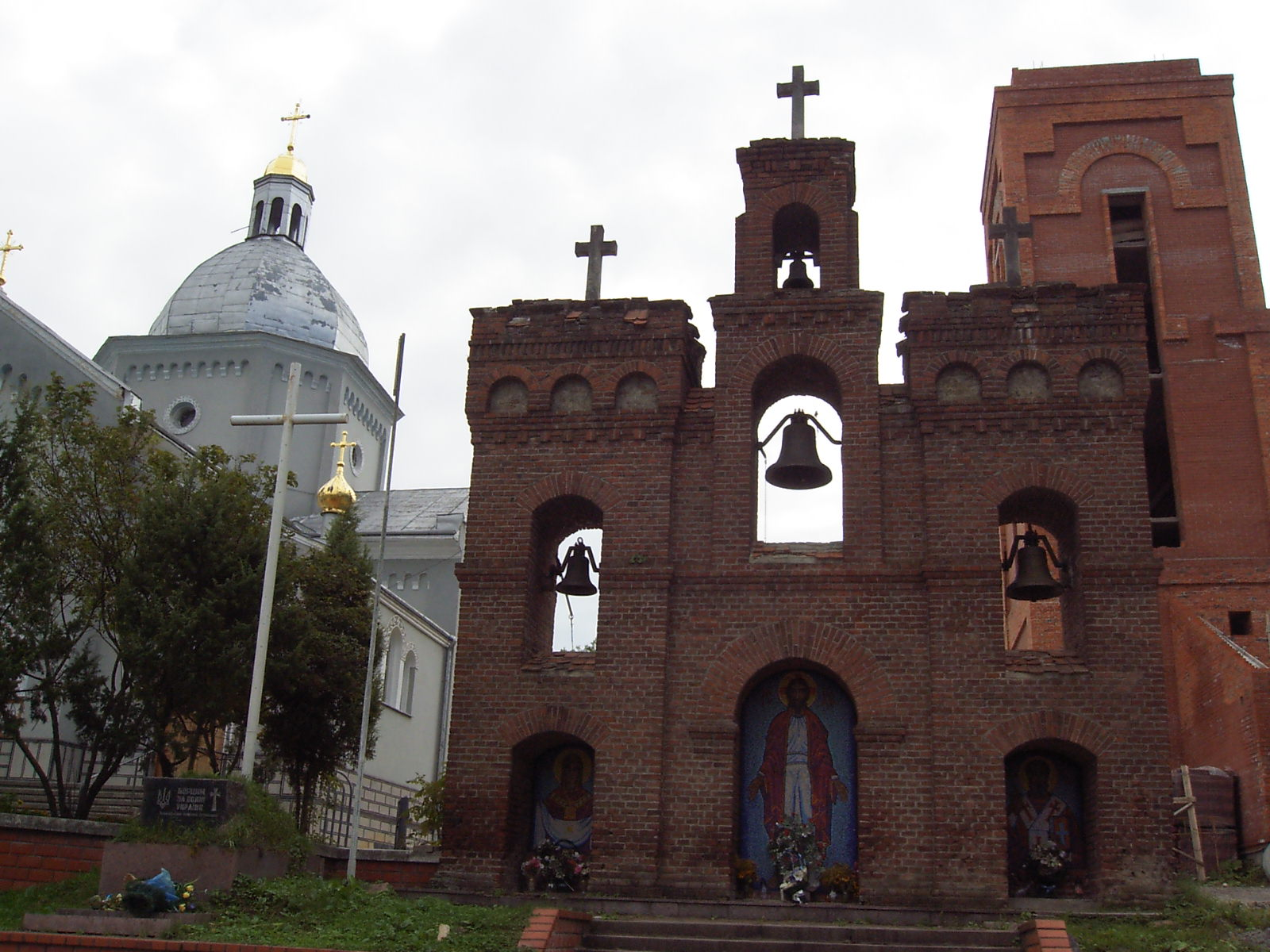
стара дзвінниця
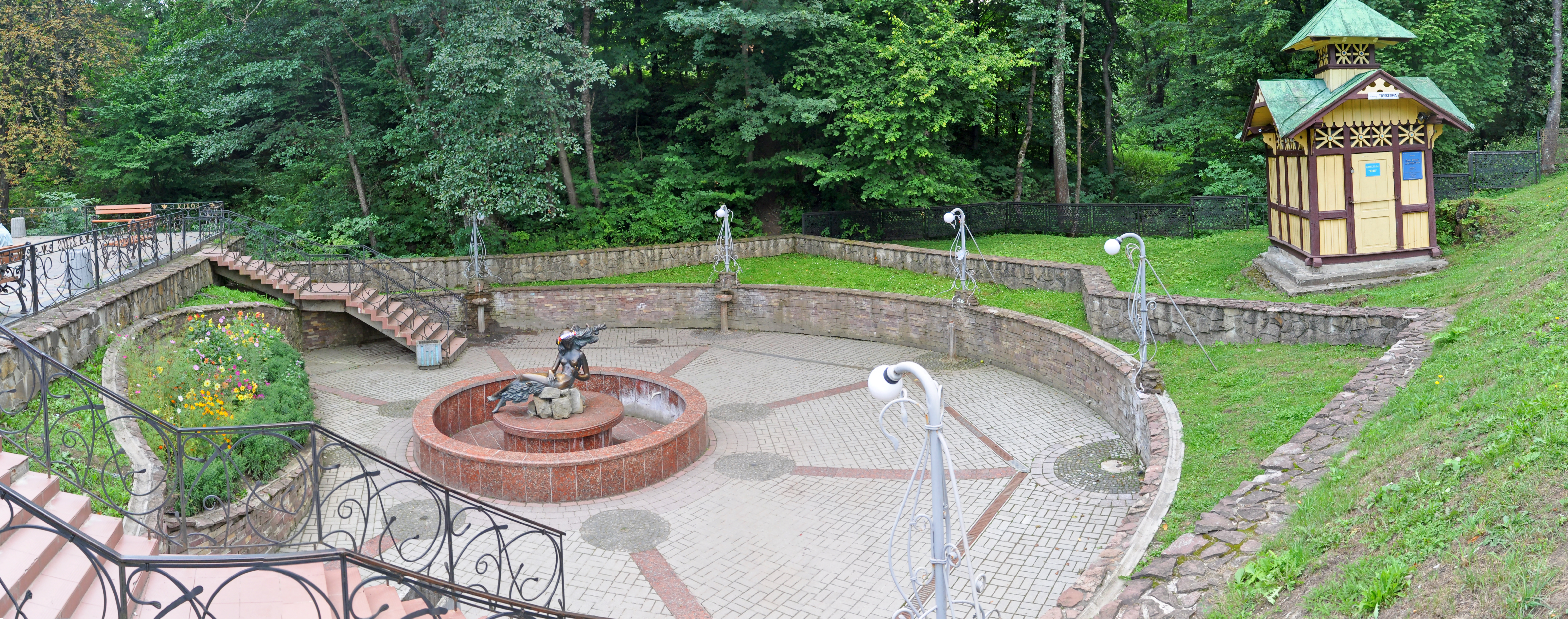
Джерело "Юзя"
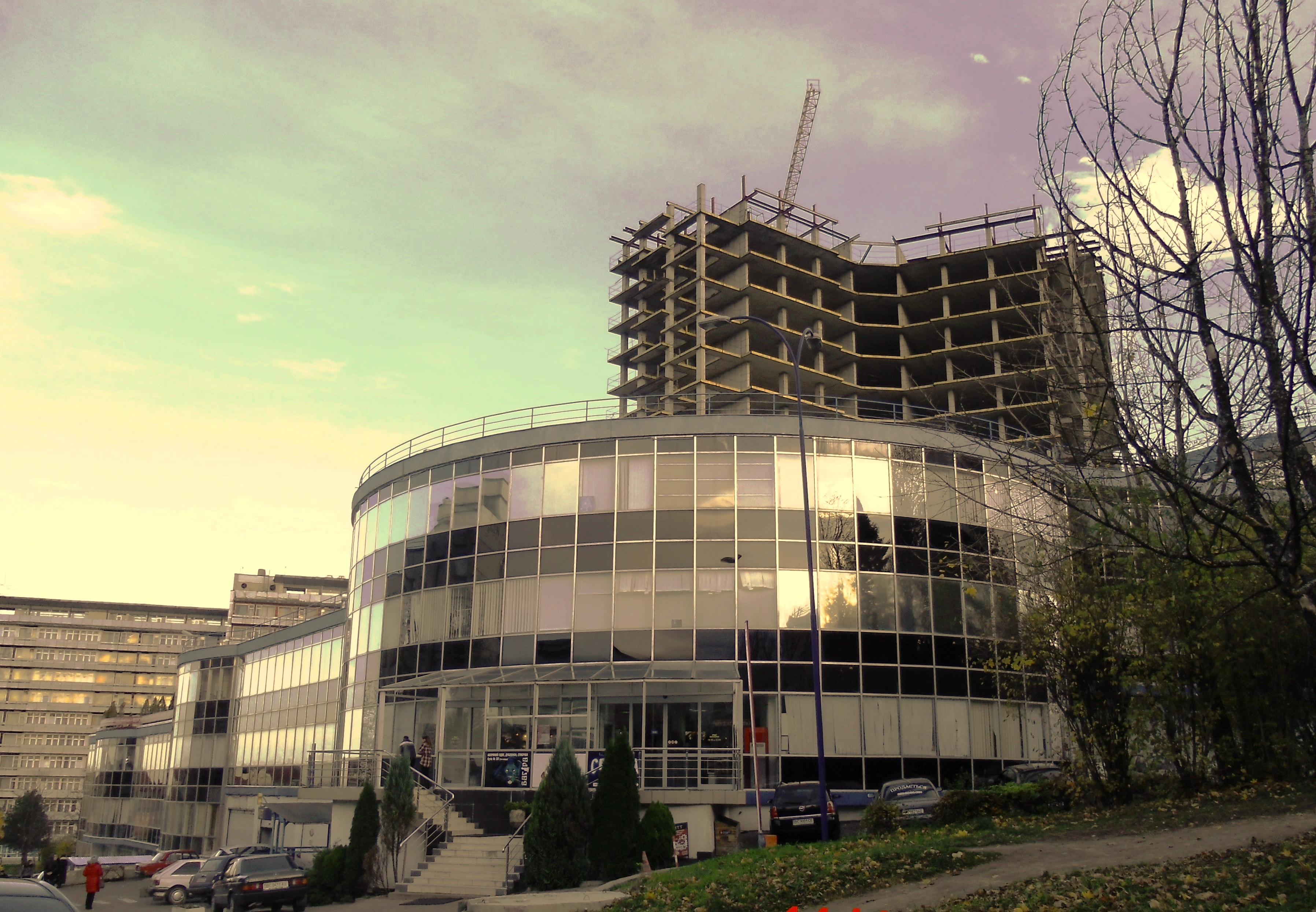
Торговельний центр "ТКС"
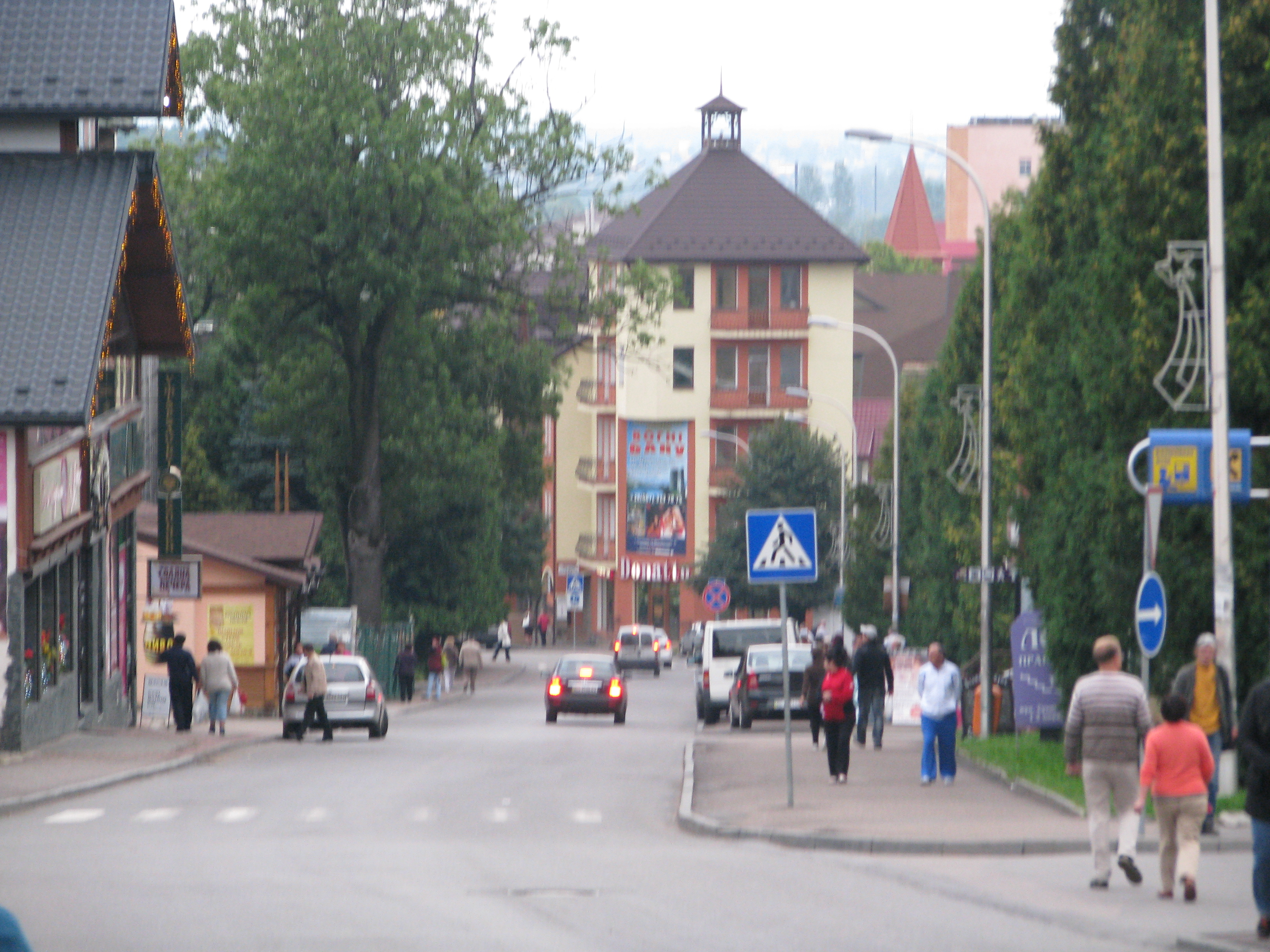
Вулиця Суховоля
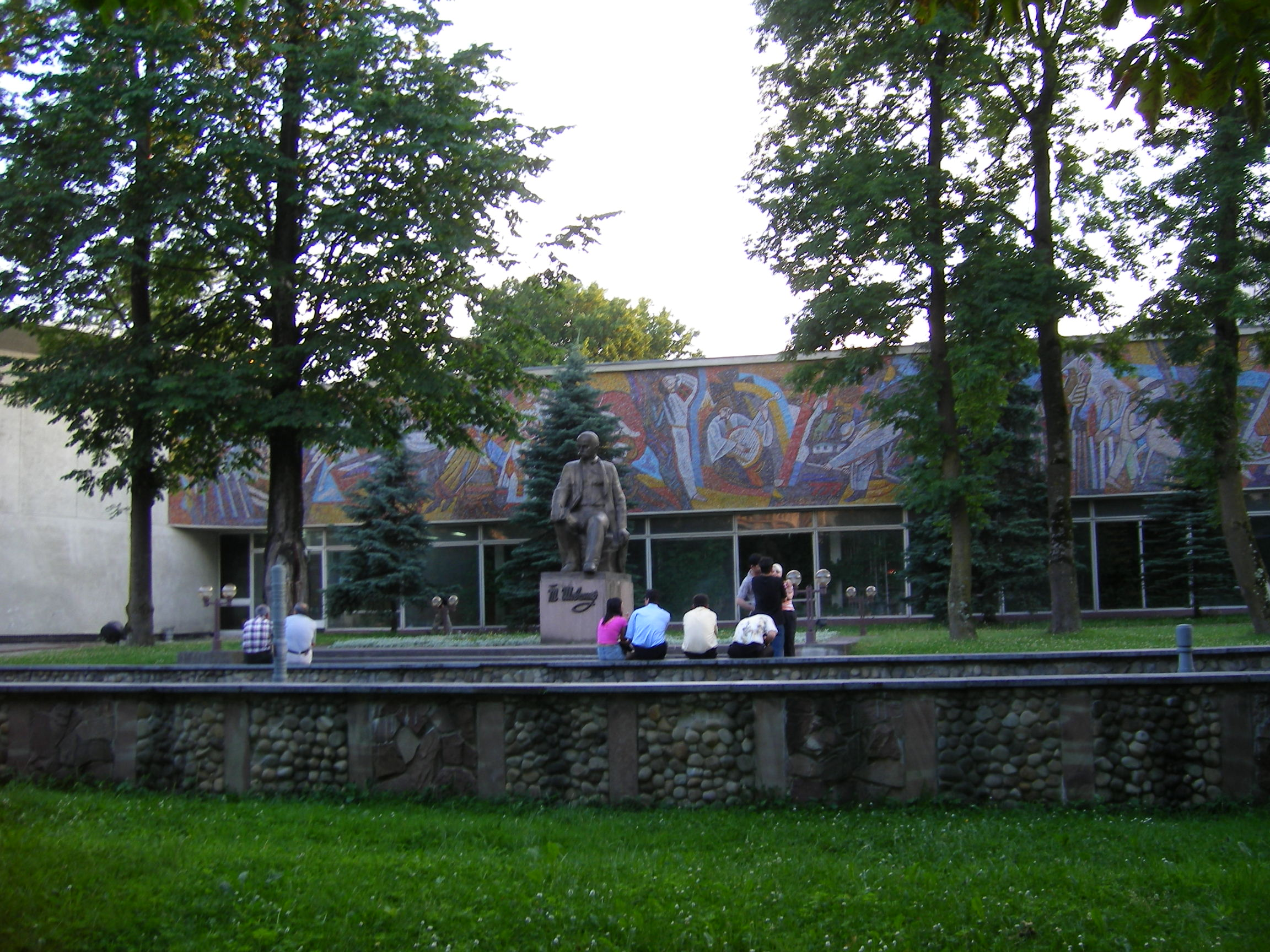
Палац культури і пам'ятник Тарасові Шевченку
Сучасний Трускавець.
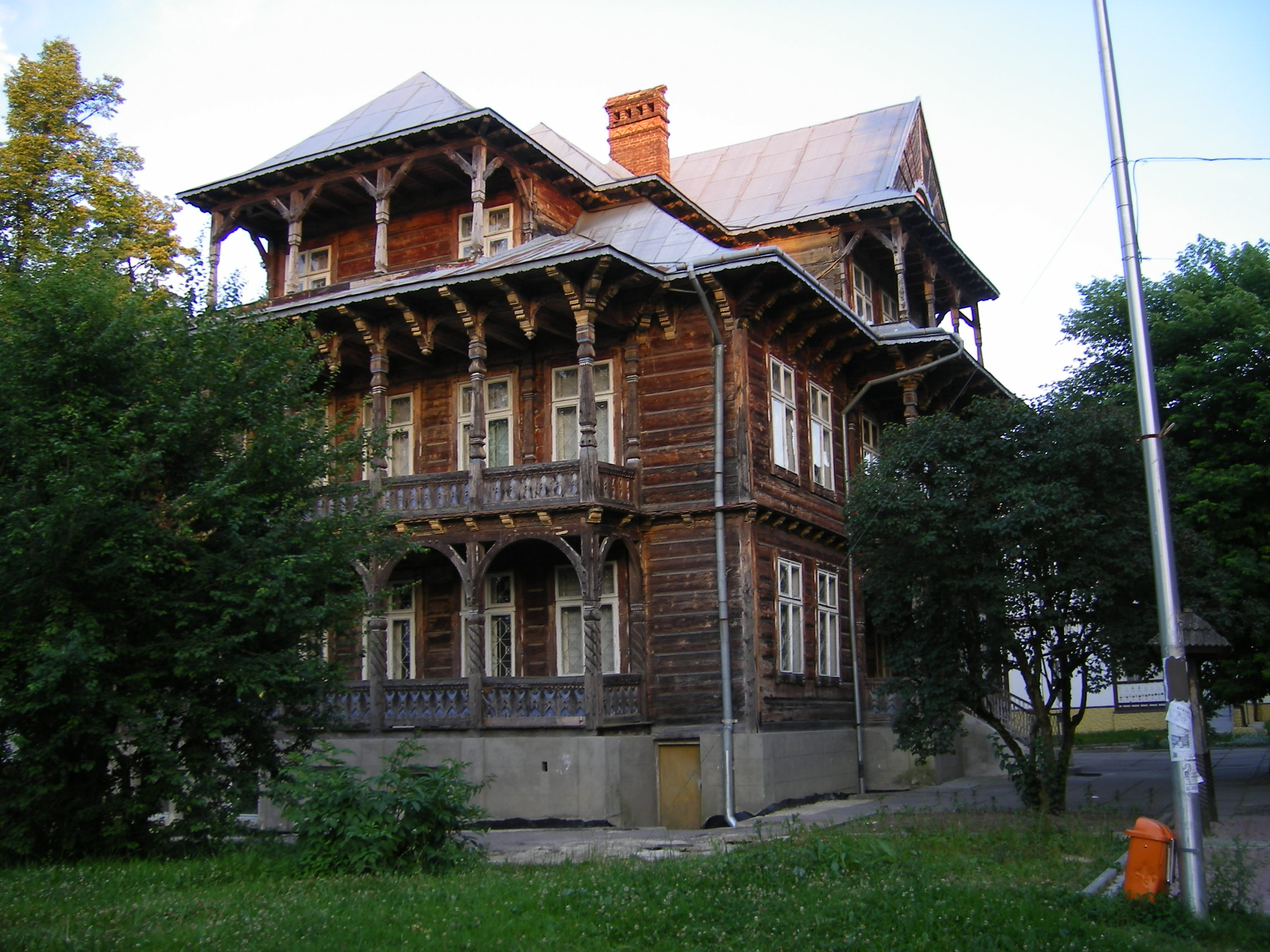
Вілла «Гопляна» - взірець курортної архітектури (нині Художній музей М. Біласа)
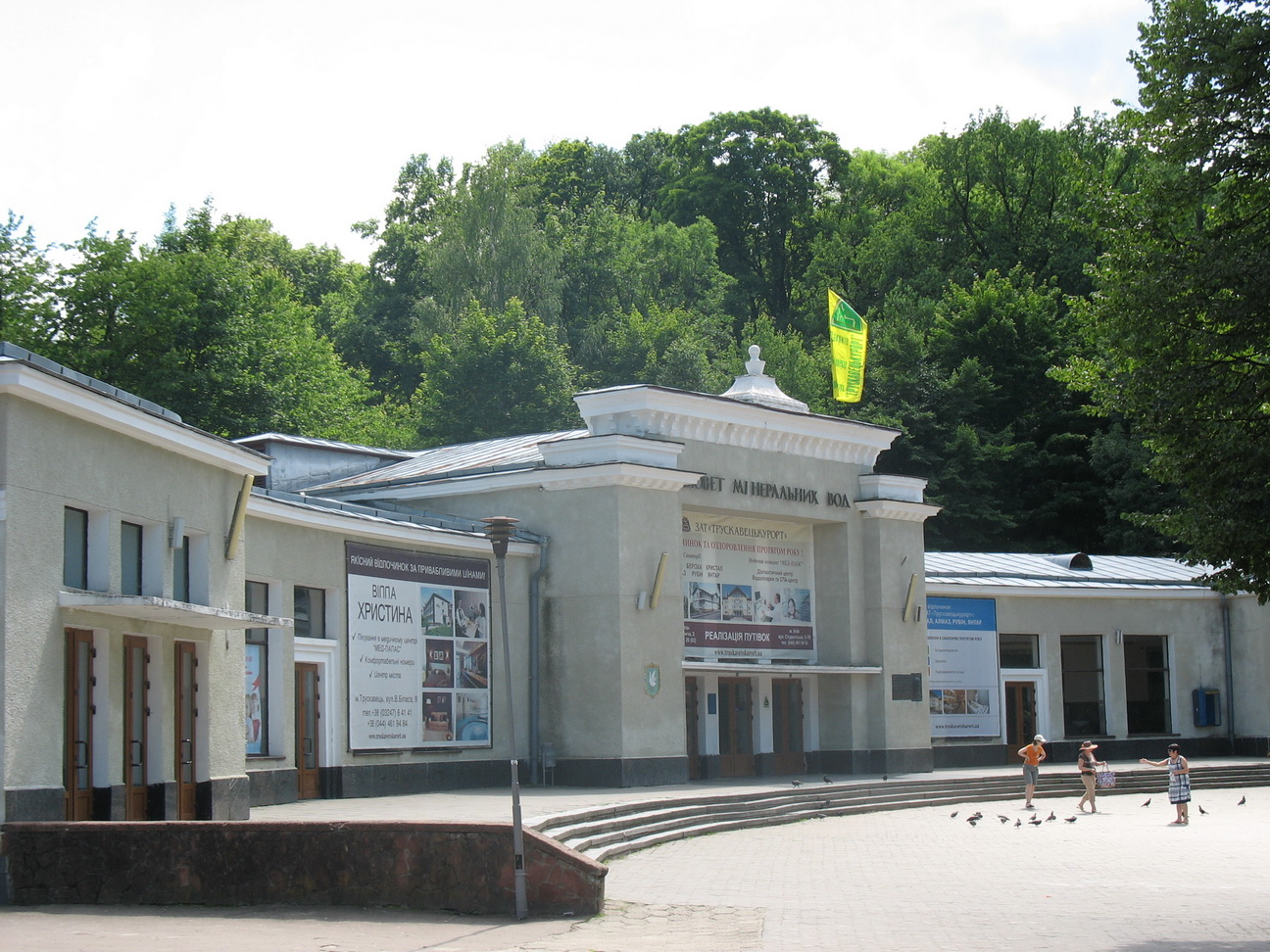
Бювет мінеральних вод №1